# Октоберфест
Окто́берфест (Октябрьские народные гуляния, нем. Oktoberfest, среди мюнхенцев также известные под названием «Wiesn» (на баварском диалекте — «луг»)) — народный фестиваль (нем. Volksfest), ежегодно проводимый в Мюнхене (Германия), самое большое народное гуляние в мире.

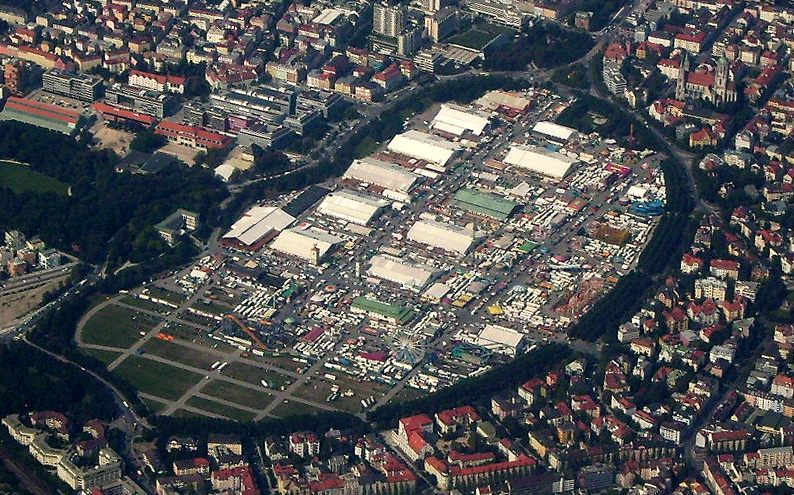
«Луг Терезы» за день до открытия Октоберфеста в 2006 году

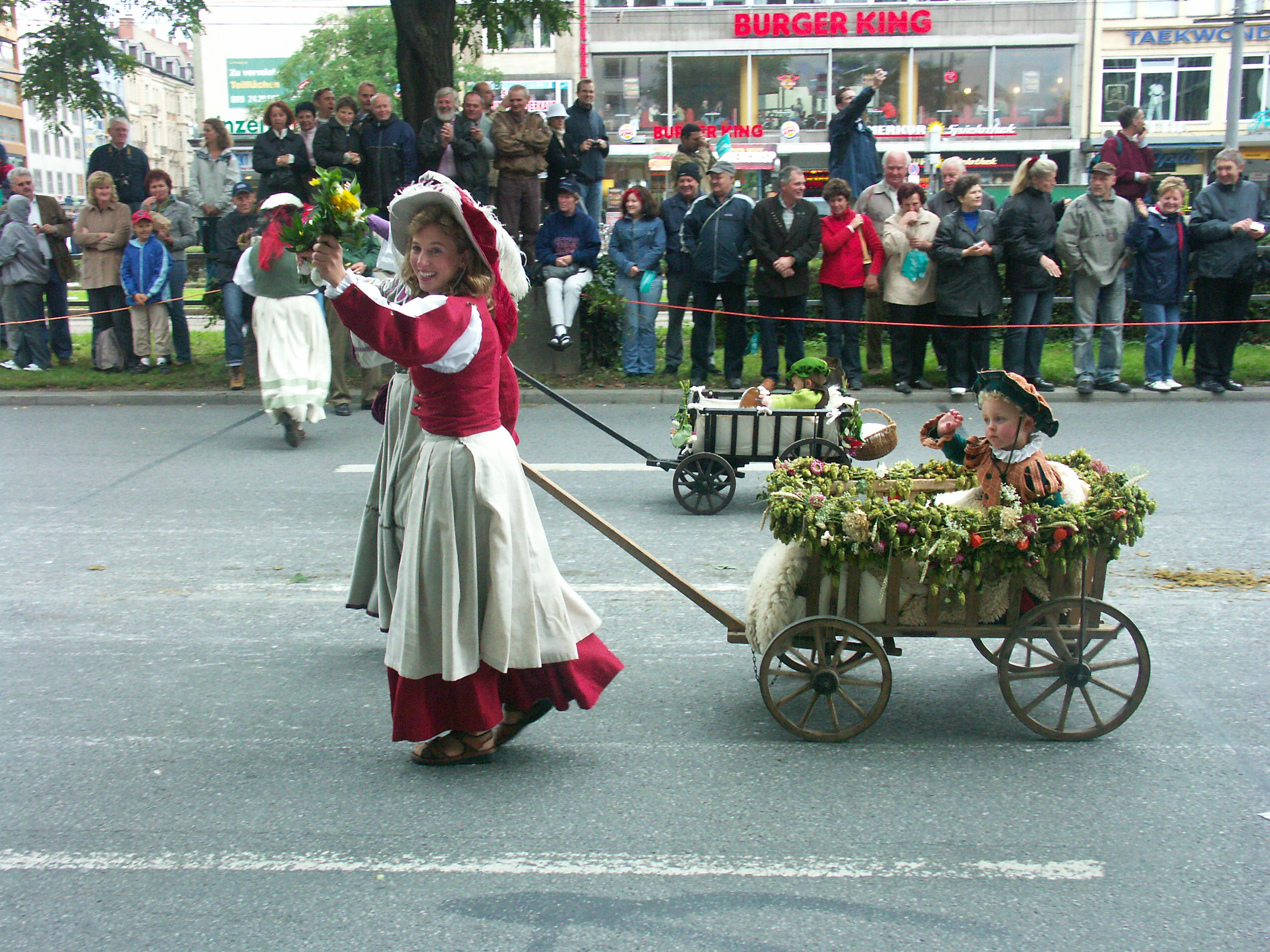
Парад

Почтовая марка ФРГ. 1974

Праздник начинается во второй половине сентября на лугу Терезы (нем. Theresienwiese) в центре Мюнхена, неподалёку от Главного вокзала, и продолжается в среднем 12-15 дней. Праздник отличается большим количеством пивных палаток и разнообразных аттракционов. Октоберфест привлекает каждый год около 6 млн посетителей, приезжающих в Мюнхен со всех частей Баварии и Германии, а также из других стран.
Октоберфест организуется и проводится администрацией Мюнхена. К участию в этом фестивале допускаются только мюнхенские до 120 км в округе пивоваренные компании, которые варят для него специальное октоберфестовое пиво (нем. Oktoberfestbier) с содержанием алкоголя 5,8—6,3 %, которое в другое время года обычно называют мартовским или венским.

## История

### Начало XIX века

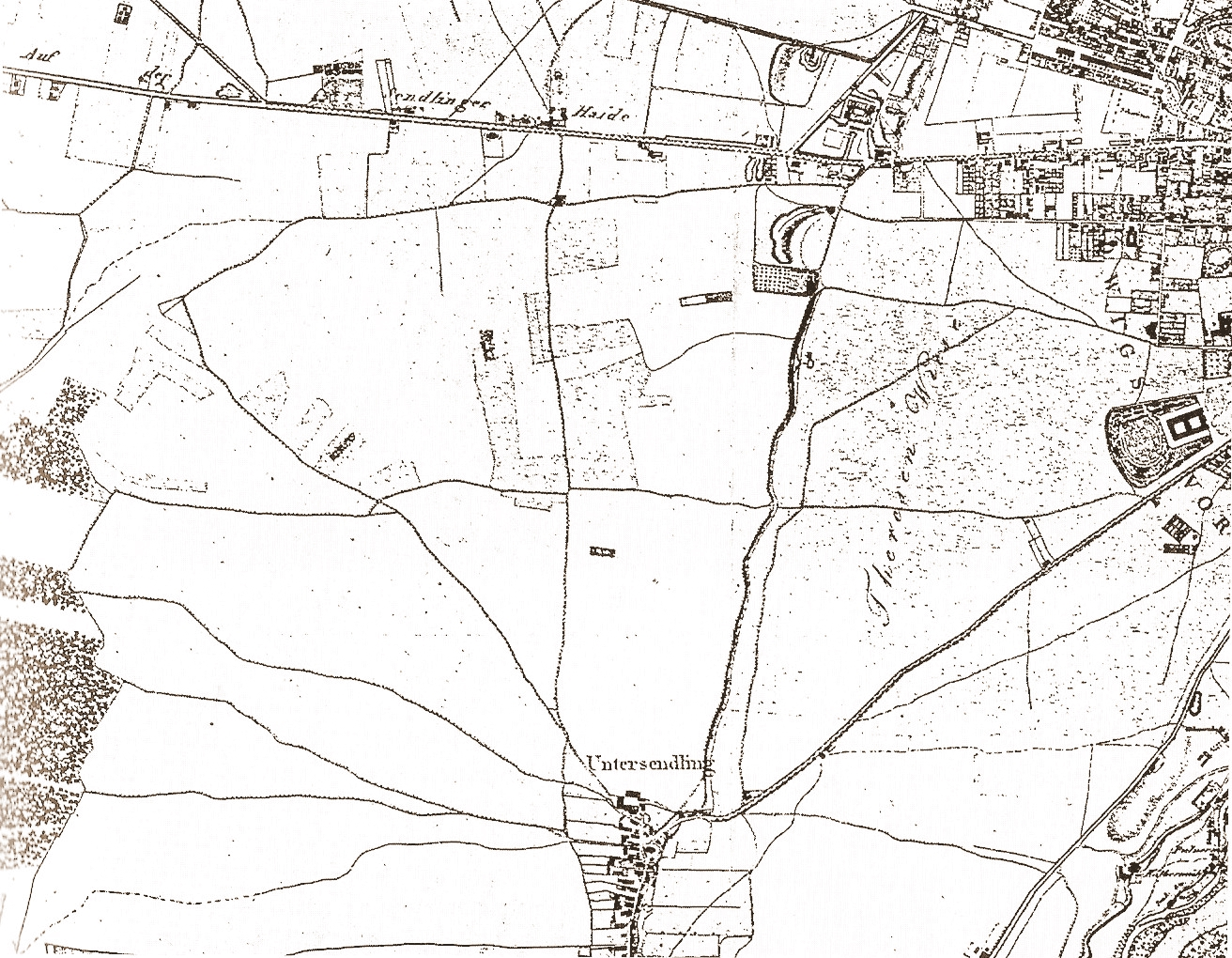
Карта окраины Мюнхена и Зендлинга. На карте изображён луг Терезы, 1812 год

Впервые Октоберфест состоялся 12 октября 1810 года в честь свадьбы кронпринца Людвига (в будущем король Баварии Людвиг I) и принцессы Терезы Саксен-Гильдбурггаузенской (её именем назван луг, где проходит праздник). В честь свадьбы 17 октября также были устроены скачки. По этой причине в разных источниках называется разная дата первого Октоберфеста (12 и 17 октября). Сын Людвига Максимилиан женился на Марии Прусской в 1842 году, 32 года спустя, в тот же день 12 октября.
В 1813 году праздник не состоялся, так как в это время Бавария была втянута в Наполеоновские войны.
Изначально праздник организовывался и проводился частным образом. В 1819 году организация и управление праздником были отданы в руки городского совета Мюнхена. Было решено, что Октоберфест будет проводиться каждый год без исключения.

### С середины XIX века

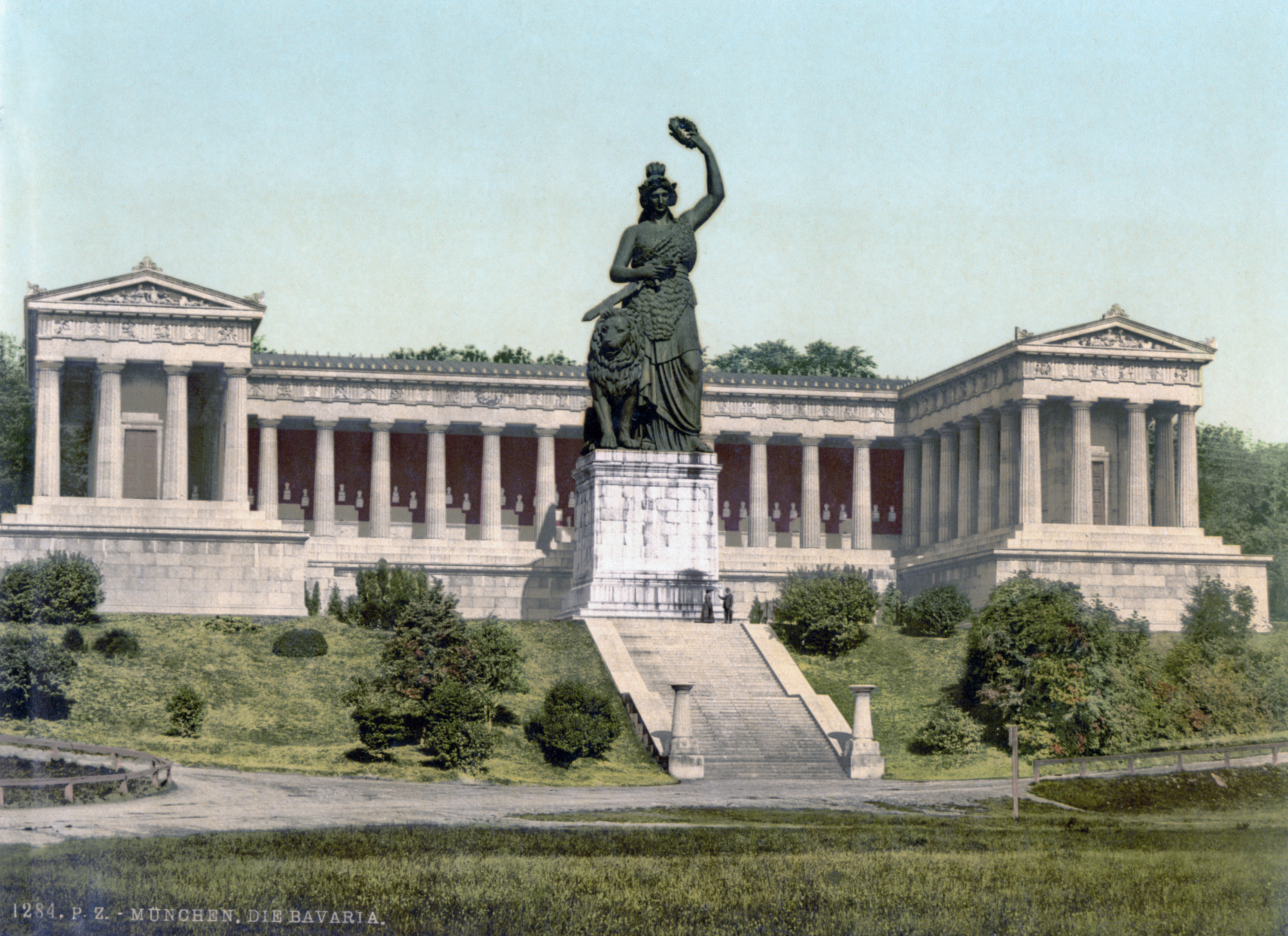
Статуя Баварии на лугу Терезы, открытка XIX века

В 1850 году на лугу Терезы появилась статуя Баварии, созданная Людвигом Михаэлем Шванталером и Лео фон Кленце.
Из-за эпидемий холеры праздник отменяли в 1854 и 1873 годах. В 1866 году праздник не состоялся по причине Прусско-австрийской войны, а в 1870 — из-за Франко-прусской войны.
В 1872 году Октоберфест был впервые перенесён на конец сентября — начало октября, так как в это время погода в Мюнхене более комфортная, чем в середине октября. В 1904 было принято окончательное решение о переносе праздника на конец сентября, однако последнее воскресенье праздника должно было быть в октябре. Эта традиция сохранилась и до наших дней.
В 1881 году открылась первая жарильня курочек, а в 1892 году пиво впервые стали подавать в привычных сейчас стеклянных кружках. Примерно в то же время палатки, в которых продавалось пиво, приняли тот вид, который они имеют сейчас. Во времена раннего Октоберфеста в палатках были ещё больши́е площадки для танцев, кегельбан и другие аттракционы. Всё это было вынесено наружу, чтобы дать больше места посетителям и музыкантам.
В 1886 году Октоберфест был электрифицирован. Работу осуществляла фирма, принадлежавшая отцу Альберта Эйнштейна. По информации газеты Abendzeitung, в электрификации участвовал и сам Альберт Эйнштейн, который вкручивал лампочки в шатре Шоттенхаммель.

### От начала XX века до Второй мировой войны
В 1901 году на празднике была выставлена на обозрение целая бедуинская деревня вместе с жителями. Тогда, до появления телевидения и распространения кинематографа, это было сенсацией.

Доставка пива на Октоберфест в 1908 году

В 1910 году Октоберфест отпраздновал столетие. По этому поводу было продано 1,2 млн литров пива. В 1913 году была установлена самая большая в истории праздника палатка на 12 000 мест (Bräurosl, сейчас имеет около 6000 мест; самая большая палатка на сегодняшний день — Hofbräu-Festhalle — имеет около 10 000 мест).
С 1914 по 1918 год Октоберфест не проводился из-за Первой мировой войны. В 1919 и 1920 году Октоберфест был переименован в «Осенний праздник» (нем. Herbstfest). В 1923 и 1924 году от проведения праздника пришлось отказаться по причине гиперинфляции в Германии.
С приходом к власти национал-социалистов были связаны и изменения на Октоберфесте. Был запрещён показ различных пороков развития, практиковавшийся на празднике десятилетиями. Скачки, которые до этого всё больше и больше уходили на задний план, были возобновлены.
В 1936—1938 годах баварские бело-голубые флаги, украшавшие праздник, заменялись на нацистские флаги со свастикой.
С 1939 по 1945 год Октоберфест не проводился из-за Второй мировой войны.

### Послевоенное время

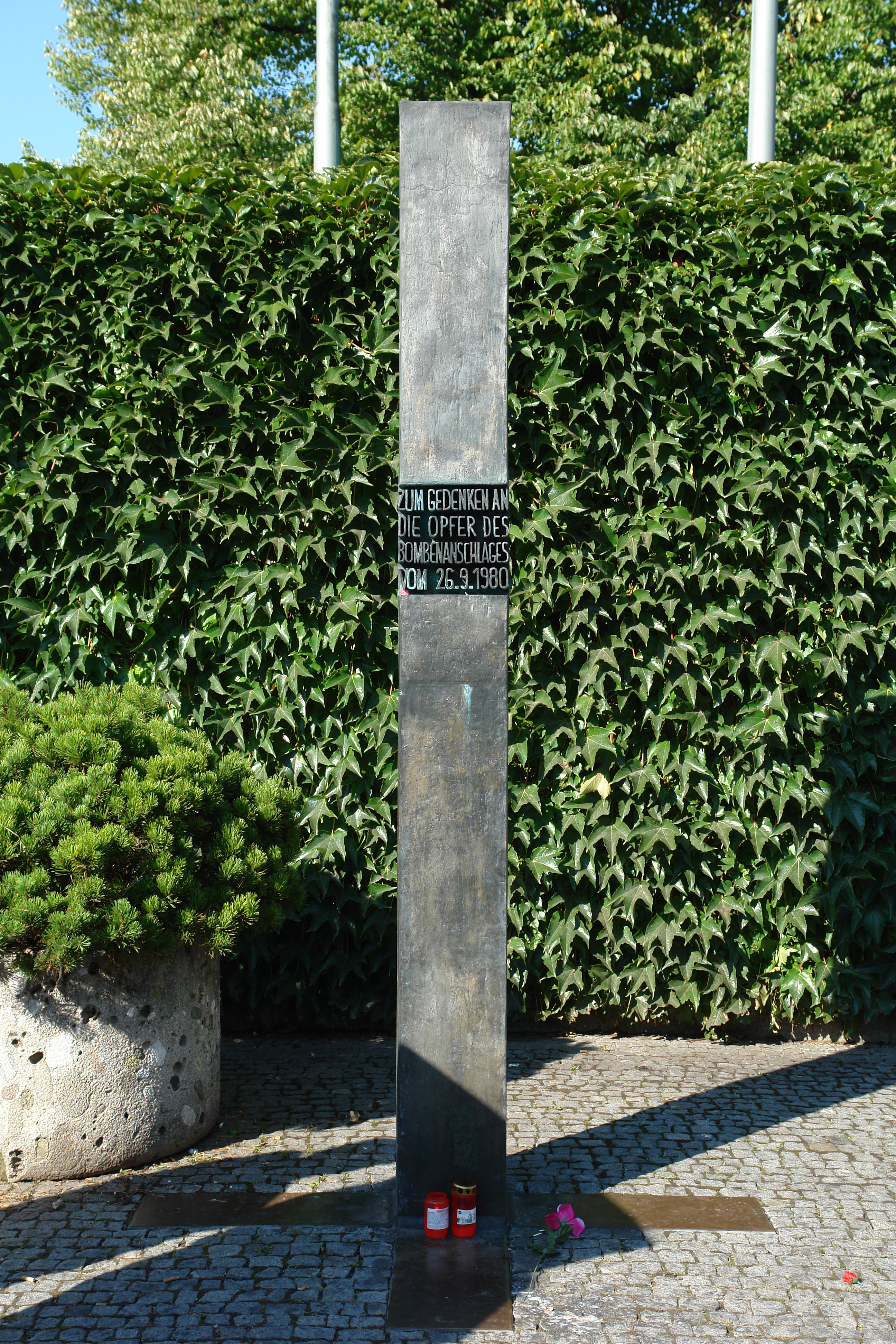
Памятник жертвам теракта 1980 года

С 1946 по 1948 год снова праздновался лишь «Осенний праздник». Был запрещён розлив настоящего «октоберфестового пива» — посетителям приходилось довольствоваться разрешённым слабоалкогольным (< 2 %) пивом.
С 1950 года существует традиция начинать праздник двенадцатью выстрелами в небо из пушки, а также откупориванием первой бочки праздничного пива обер-бургомистром Мюнхена с характерным восклицанием «O’zapft is!». Эта традиция была положена обер-бургомистром Томасом Виммером. Для открытия бочки ему потребовалось 19 ударов, что до сих пор является худшим результатом. Минимальное число ударов (всего 1) понадобилось в 2006 г. обер-бургомистру города Кристиану Уде (нем. Christian Ude).
С 1960 года начинается приток иностранных туристов на Октоберфест.
В 1980 году в результате теракта у главного входа на Октоберфесте погибло 13 и было ранено более 200 посетителей. Террорист, правый экстремист Гундольф Кёлер, также погиб во время взрыва. Тем не менее этот террористический акт не привёл к отмене праздника. По результатам официального расследования считается, что он действовал в одиночку, но до сих пор существуют сомнения в правильности официальной версии.
Террористические акты 11 сентября 2001 года не привели к отмене Октоберфеста, хотя такая возможность всерьёз обсуждалась организаторами. В знак солидарности с жертвами террористических актов организаторы отказались от церемоний выезда хозяев пивных палаток и откупоривания первой бочки. Также был отменён праздничный фейерверк. На празднике были приняты дополнительные меры безопасности. Общий контингент полицейских сил был увеличен до 400 человек, было установлено видеонаблюдение. В палатках, обычно популярных среди американских посетителей, был введён дополнительный контроль. В 2001 году порядка 15 % американских туристов отказались от зарезервированных мест в отелях и не приехали на праздник.
В апреле 2020 года власти Баварии приняли решение об отмене мероприятия на текущий год из-за ситуации с пандемией COVID-19.
В 2021 году Октоберфест вновь отменен из-за пандемии коронавируса.

## События праздника

### Шествие хозяев пивных палаток

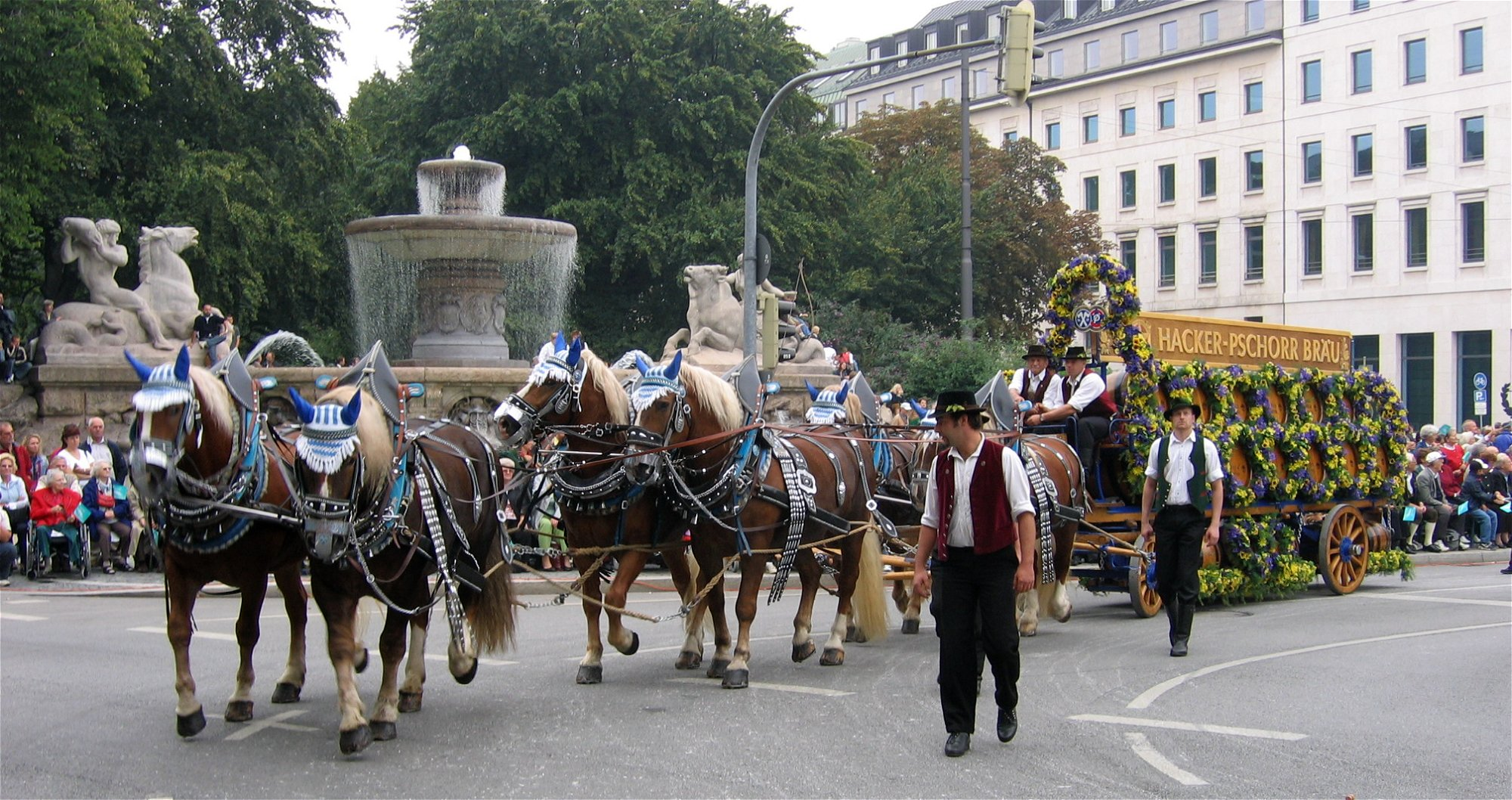
Повозка палатки Hacker-Pschorr

В 1887 году луг Терезы находился за пределами Мюнхена. Хозяева палаток и аттракционов впервые совершили совместный выезд из города на луг, чтобы вместе открыть праздник. С тех пор шествие хозяев пивных палаток (нем. Einzug der Wiesnwirte) является официальным открытием праздника. В последние годы шествие возглавляют обер-бургомистр Мюнхена на праздничной упряжке и символ города, мюнхенский ребёнок (нем. Münchner Kindl). Процессия сопровождается оркестрами пивных палаток. В шествии участвуют праздничные упряжки всех пивных палаток праздника. На повозках устанавливаются бочки с пивом, которое подаётся в соответствующей палатке. Шествие проходит по центру города и заканчивается на лугу Терезы.

### Церемония открытия первой пивной бочки
Вбивание крана в первую пивную бочку (нем. Fassanstich) происходит после шествия хозяев пивных палаток, ровно в 12:00. В палатке Schottenhamel-Festzelt действующий обер-бургомистр Мюнхена вбивает кран при помощи специального молотка в первую бочку октоберфестового пива. Это действие совершается с характерным возгласом «O’zapft is!» (в переводе с баварского — «Откупорено!»), после чего Октоберфест считается открытым. Открытие первой бочки является знаком для хозяев всех палаток, что разлив пива и продажа его посетителям разрешены. Традиционно первую кружку пива получает баварский министр-президент.
Каждый год с нетерпением ожидается, сколько ударов потребуется действующему бургомистру для открытия бочки. Лучшего результата достиг Кристиан Уде в 2006 году, открыв бочку одним ударом. Худший результат показал в 1950 году обер-бургомистр Томас Виммер, которому потребовалось 19 ударов. Это был первый год, когда была введена традиция открытия бочки обер-бургомистром. По словам владельца палатки Schottenhamel, традиция возникла случайно, когда его дед, Михаэль Шоттенхамель, разговаривая с Томасом Виммером, не успел закончить разговор за время шествия владельцев палаток. Тогда обер-бургомистр спросил, что он собирается делать дальше, и узнал, что планируется открытие первой бочки. После этого родилась идея о том, что эту обязанность может взять на себя бургомистр, что и было сделано.

### Костюмированное шествие

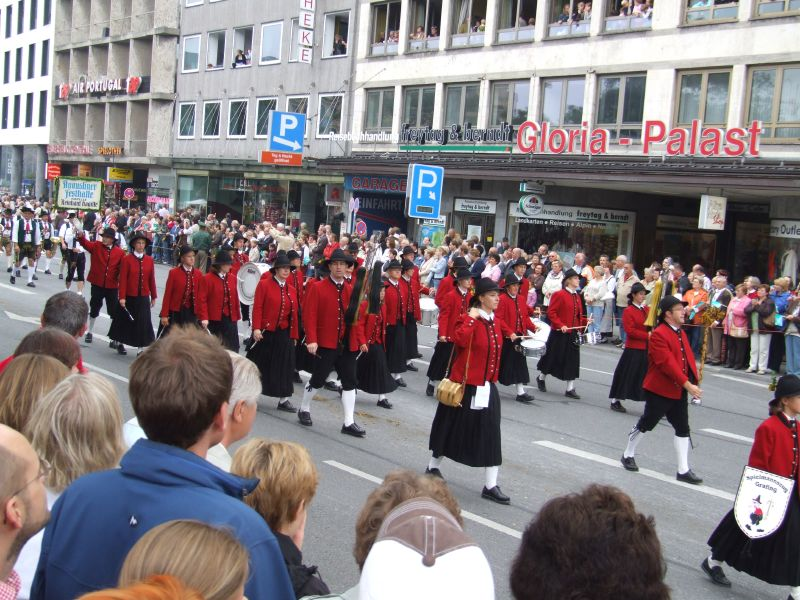
Костюмированное шествие

Костюмированное шествие (нем. Trachtenumzug) впервые состоялось в 1835 году в честь серебряной свадьбы короля Баварии Людвига I и принцессы Терезы. В 1895 году состоялось следующее шествие, в котором участвовали 1400 участников в 150 группах. Шествие проводится ежегодно начиная с 1950 года и стало одним из важнейших событий Октоберфеста, а также одним из крупнейших в мире шествий этого рода. В первое воскресенье праздника около 8000 человек, наряженных в исторические и национальные костюмы, проходят по маршруту длиной 7 километров от Максимилеанеума (здание баварского парламента) до луга Терезы. Это шествие также возглавляется мюнхенским ребёнком, за которым следуют представители городского управления и правительства Баварии, обычно министр-президент с супругой. В шествии участвуют оркестры, стрелковые общества, общества национальных костюмов и около 40 празднично украшенных упряжек. Большая часть групп и обществ приезжает из различных баварских регионов, но есть и представители Австрии, Швейцарии, северной Италии и других европейских стран.

## Пивные палатки

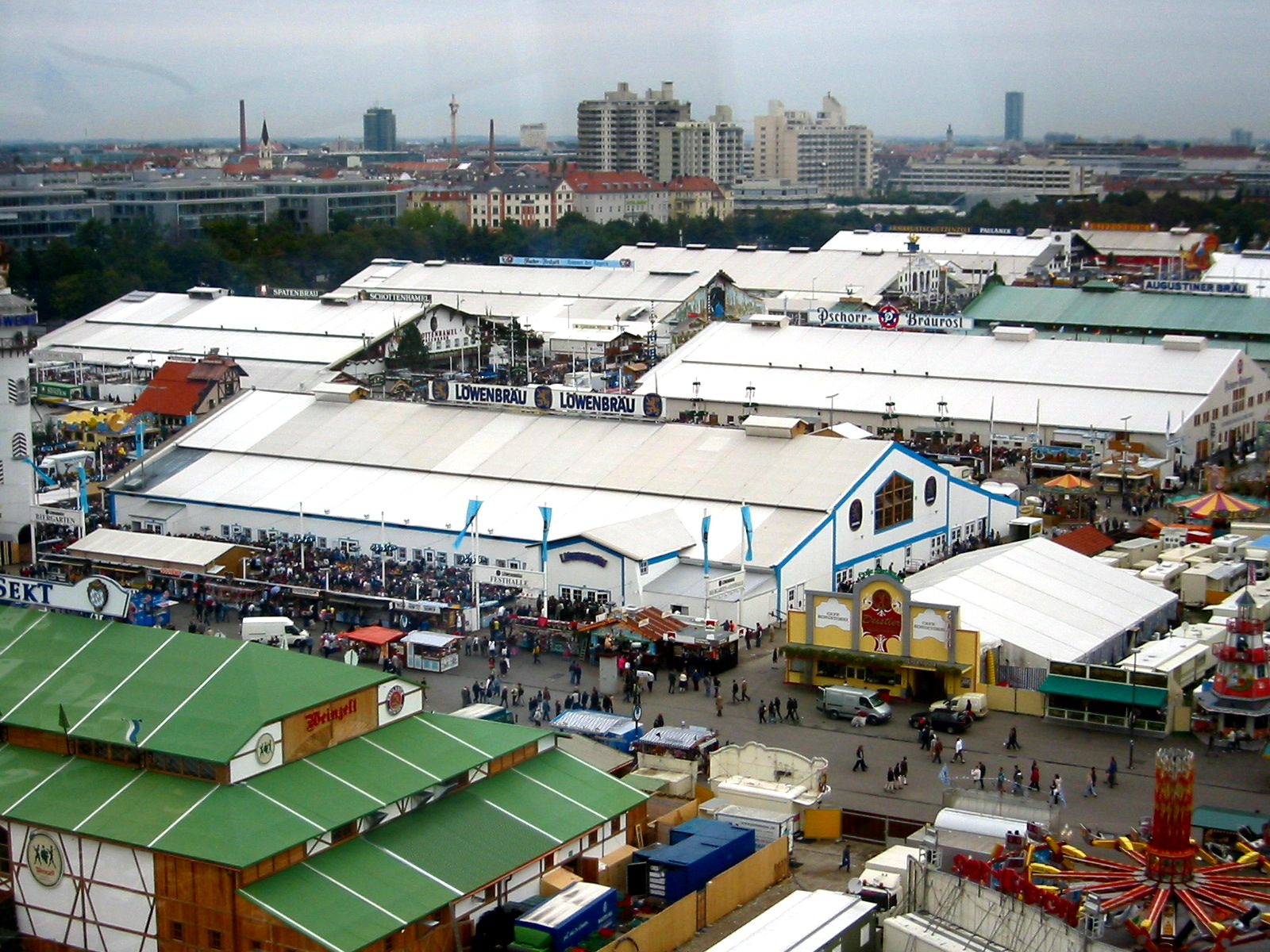
Вид на пивные палатки сверху

На Октоберфесте представлены со своими палатками все мюнхенские пивоварни: Spaten-Franziskaner-Bräu, Августинер, Paulaner, Hacker-Pschorr, Hofbräu и Löwenbräu. В соответствии с правилами проведения Октоберфеста, на празднике может разливаться только мюнхенское пиво, сваренное в соответствии с мюнхенским законом о чистоте пива 1487 года и немецким законом о чистоте пива 1516 года. Для посетителей открыты 14 больших и 15 маленьких палаток.
В связи с частым переполнением палаток в последние годы на сайтах muenchen.de и oktoberfest.de доступен так называемый барометр Луга (нем. Wiesnbarometer), показывающий заполненность различных палаток.

### Большие пивные палатки

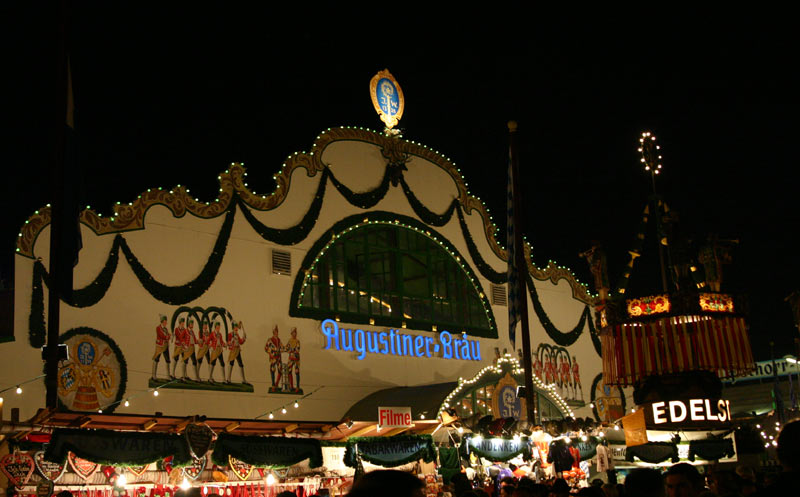
Палатка Augustiner

Октоберфест известен на весь мир своими огромными пивными палатками (или пивными павильонами), в каждую из которых помещается до 10 000 человек. Все они из года в год управляются одними и теми же предпринимателями (нем. Festwirt). Часто это семейная традиция, передающаяся из поколения в поколение.

#### Augustiner-Bräu
Важной особенностью палатки Августинер является то, что там всё ещё наливают пиво из настоящих дубовых бочек, в то время как почти все остальные пивоварни перешли на использование металлических бочек, лишь снаружи обшитых досками.

#### Fischer-Vroni
Палатка на 2695 мест внутри и 700 снаружи. До 2006 года была значительно меньше, начиная с 2006 перестроена. Присутствует на Октоберфесте с 1902 года. В палатке можно попробовать баварский деликатес — штеккерльфиш, рыбу (как правило, форель), запечённую на шампуре (нем. Steckerlfisch).
Как и в палатке Augustiner, тут подают пиво из настоящих деревянных бочек.
Существует интересная традиция, связанная с этой палаткой: каждый второй понедельник праздника в ней собираются представители ориентационных меньшинств. Традиция существует под названием Prosecco-Wiesen.

### Hofbräu-Festzelt

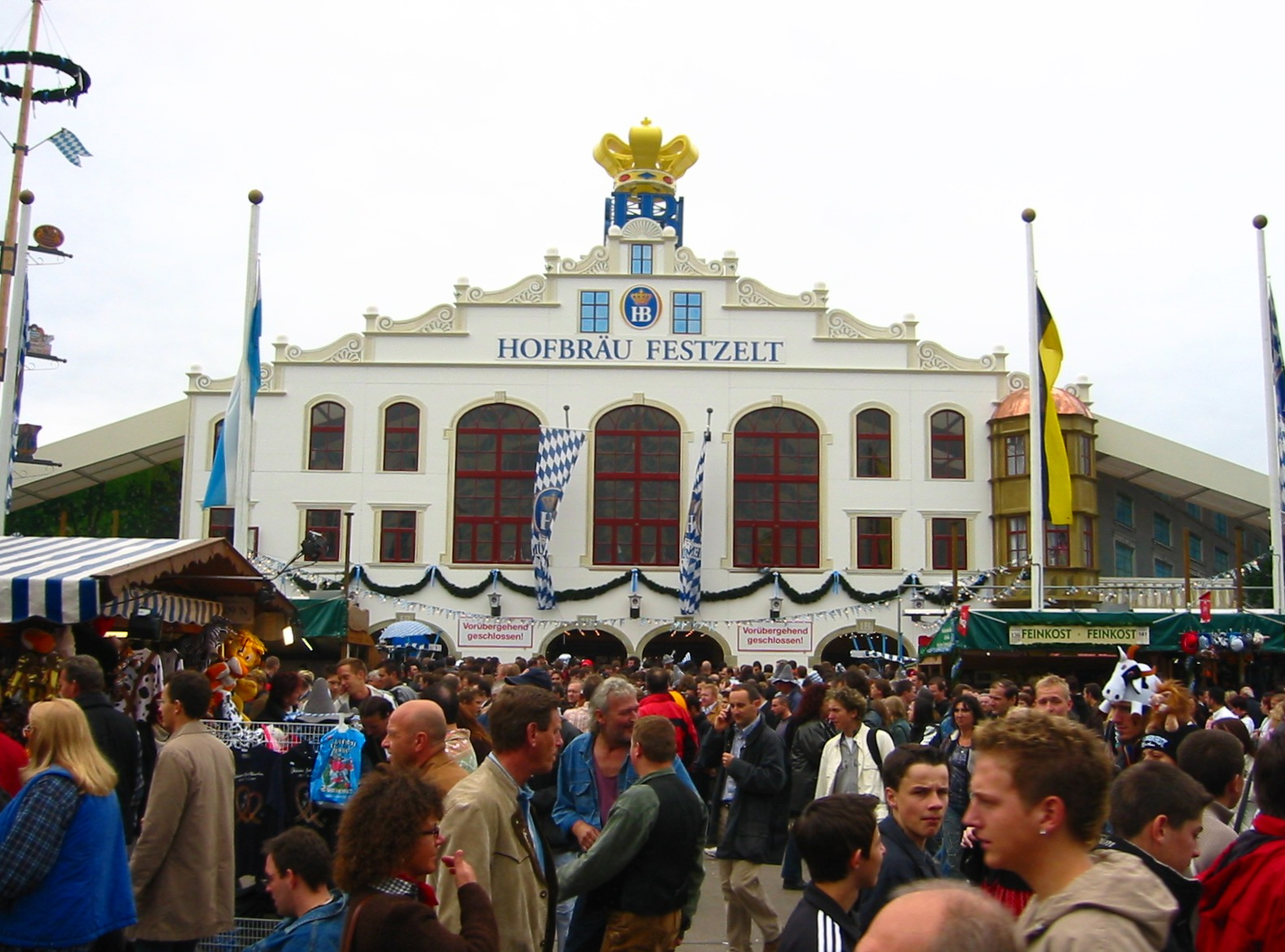
Hofbräu-Festzelt

Шатёр пивоварни Хофброй на 10 000 мест является крупнейшей пивной палаткой на Октоберфест (6518 сидячих мест и 1000 стоячих мест внутри, также 3022 дополнительных сидячих места в саду). С 1980 года она управляется семьёй Штайнберг. За это время в палатке были проведены значительные структурные изменения. Сегодня в палатке Hofbräu, например, в качестве украшения используются 12 центнеров лозы хмеля. Шатёр занимает площадь в 7000 квадратных метров. В течение двух недель фестиваля в ней выпивается 550 000 литров пива, съедается 70 000 цыплят, 5500 свиней и 8500 порций свиных колбасок. В 2005 палатку немного расширили и сделали полностью новый фасад.
Именно всемирная известность пивной Хофбройхаус является причиной того, что шатёр Hofbräu на сегодняшний день является самой популярной пивной палаткой у туристов и знаменитостей.

#### Основные факты о больших палатках

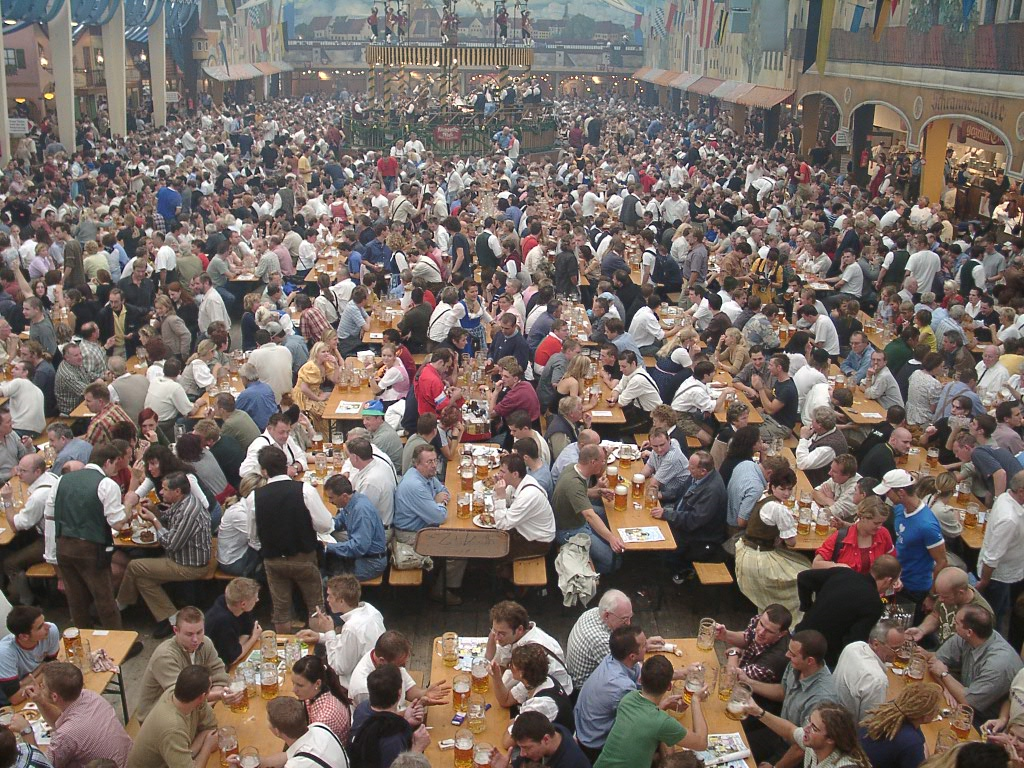
Вид большой пивной палатки изнутри

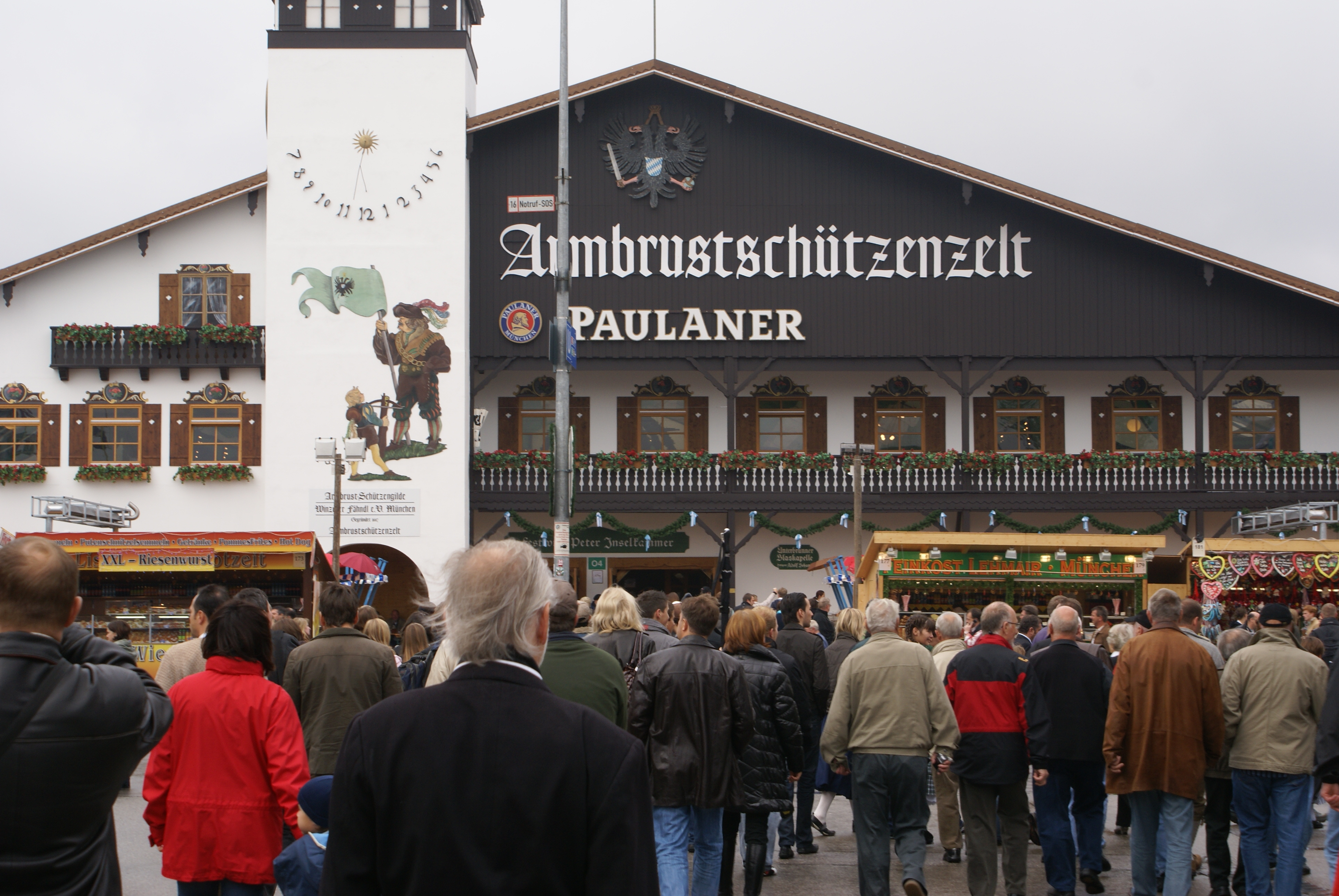
Палатка Paulaner. 2008

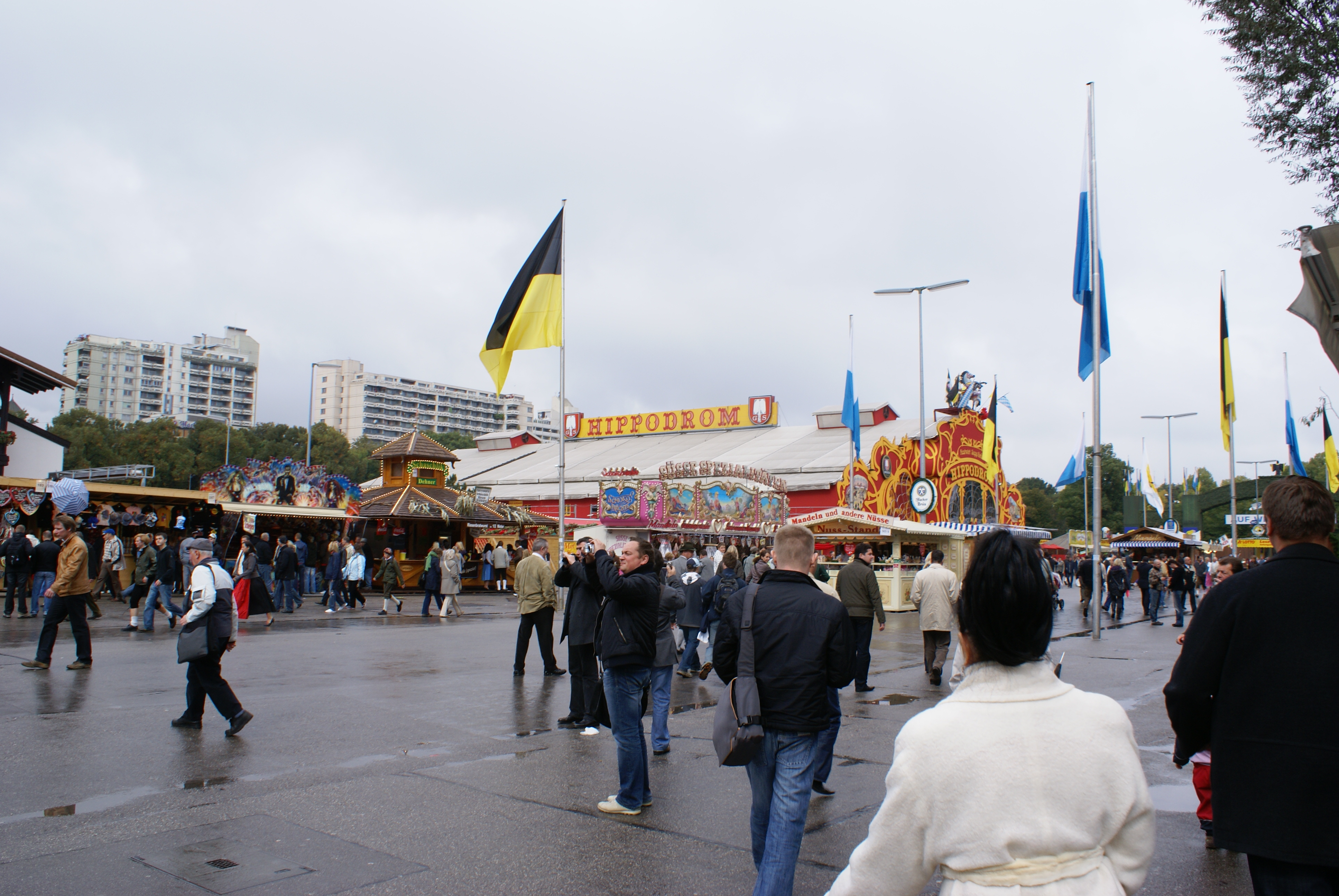
Палатка Hippodrom. 2008

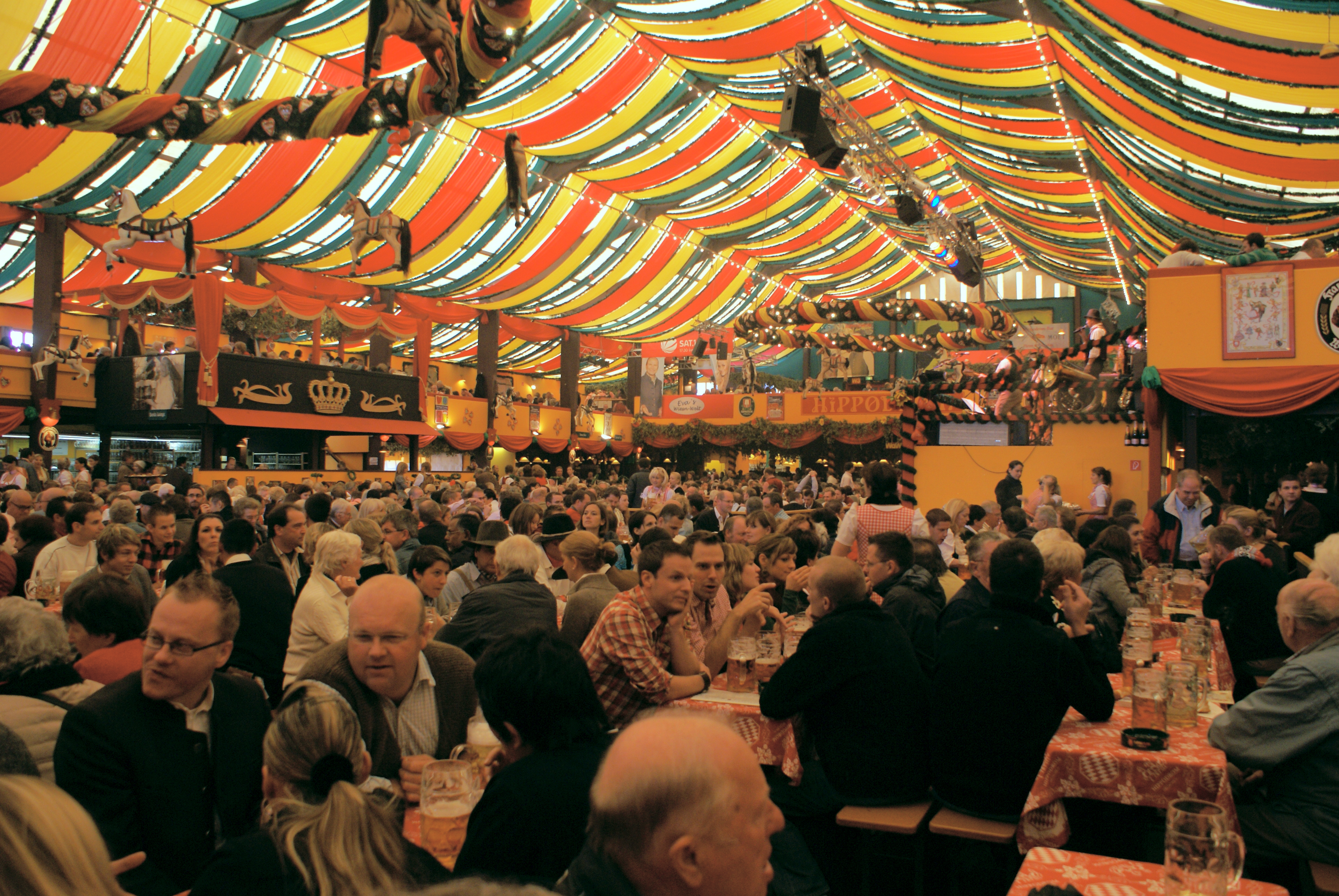
Палатка Hippodrom внутри. 2008

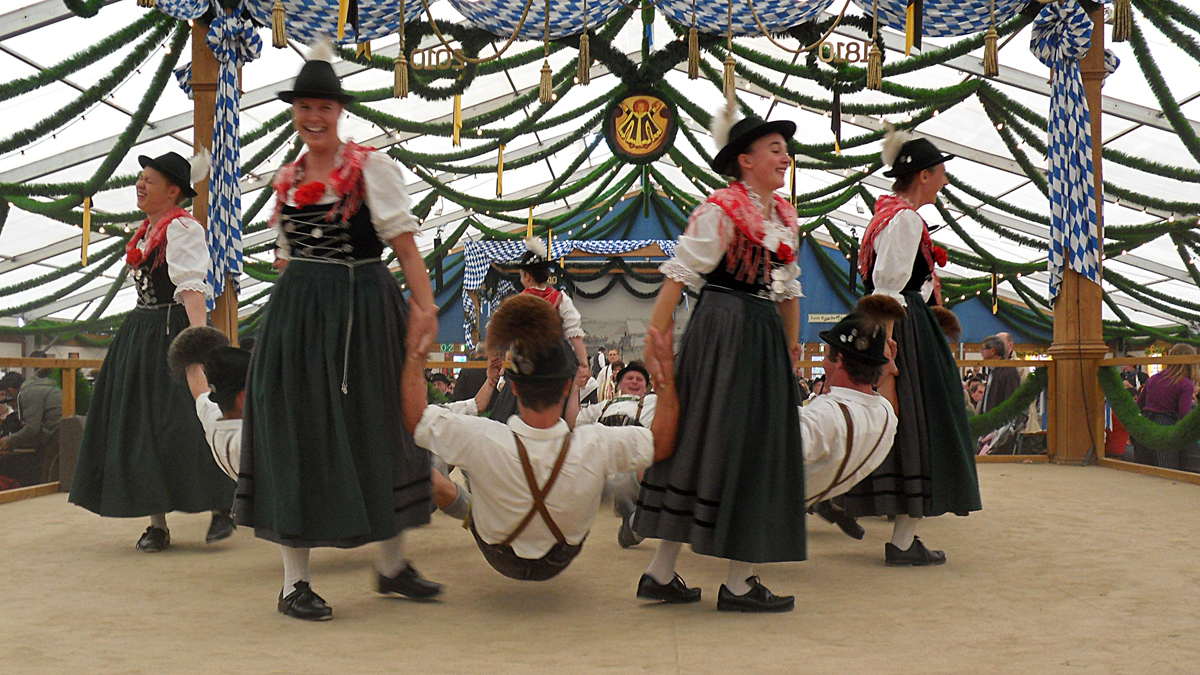
Танцоры. 2010

| Основные факты о палатках на Октоберфесте |                   |             |              |                                    |
| Палатка                                   | Впервые появилась | Мест внутри | Мест снаружи | Пиво                               |
| Augustiner-Bräu                           | 1898              | 6 300       | 3001         | Augustiner                         |
| Bräurosl/Pschorrbräu-Festhalle            | 1902              | 6 200       | 2 200        | Hacker-Pschorr                     |
| Hacker-Festzelt                           | 1907              | 6 950       | 2 400        | Hacker-Pschorr                     |
| Hippodrom                                 | 1902              | 3 200       | 1000         | Spaten                             |
| Hofbräu-Festzelt                          | 1955              | 6 698       | 4 540        | Hofbräu                            |
| Löwenbräu-Festzelt                        | 1910              | 5.700       | 2.800        | Löwenbräu                          |
| Ochsenbraterei                            | 1881              | 5 900       | 1 500        | Spaten                             |
| Schottenhamel                             | 1876              | 6 000       | 4 000        | Spaten                             |
| Schützenfestzelt                          | 1876              | 4 300       | 1 090        | Löwenbräu                          |
| Winzerer Fähndl - Paulaner-Festhalle      | 1898              | 8.450       | 2.450        | Paulaner                           |
| Armbrustschützen-Festhalle                | 1895              | 5 830       | 1 620        | Paulaner                           |
| Fischer-Vroni                             | 1902              | 3.080       | 700          | Augustiner-Bräu                    |
| Weinzelt                                  | 1984              | 1.900       | 600          | Paulaner, Nymphenburg Sektkellerei |
| Käfers Wiesn-Schänke                      | 1971              | 1.000       | 1.900        | Paulaner                           |
| Всего:                                    |                   | 71 508      | 30 100       |                                    |

### Небольшие палатки
Помимо больших, на Октоберфесте есть и небольшие палатки, менее чем на 1000 мест.
| Основные факты о небольших палатках на Октоберфесте |                   |             |              |                            |
| Палатка                                             | Впервые появилась | Мест внутри | Мест снаружи | Пиво                       |
| Wirtshaus im Schichtl                               | 2001              | 120         |              | Spaten-Franziskaner        |
| Hühner- und Entenbraterei Ammer                     |                   | 450         | 470          | Augustiner                 |
| Hendl- und Entenbraterei Heimer                     |                   | 400         |              | Paulaner                   |
| Heinz Wurst- und Hühnerbraterei                     |                   | 360         |              | Paulaner                   |
| Poschner’s Hühner- und Entenbraterei                |                   | 350         |              | Hacker-Pschorr             |
| Hühner- und Entenbraterei Wildmoser                 | 1981              | 320         |              | Hacker-Pschorr             |
| Das Wienerwald Festzelt                             |                   | 360         |              | Hofbräu München            |
| Bodos Cafézelt                                      |                   | 450         |              |                            |
| Zur Bratwurst                                       |                   | 169         | 40           | Augustiner                 |
| Café Kaiserschmarrn                                 | 2007              | 450         |              |                            |
| Schiebl’s Kaffeehaferl                              |                   | 100         |              |                            |
| Feisinger’s Kas- und Weinstub’n                     |                   | 92          | 90           | Franziskaner Bräu          |
| Glöckle Wirt                                        |                   | 98          |              | Spaten-Franziskaner Bräu   |
| Hochreiter’s Haxnbraterei                           |                   | 230         |              | Franziskaner und Löwenbräu |
| Kalbs-Kuchl                                         | 2008              | 300         |              | Spaten-Franziskaner Bräu   |
| Münchner Knödelei                                   | 2002              | 300         | 90           | Paulaner Bräu              |
| Vinzenz Murr Wiesn Stüberl                          |                   | 150         |              | Spaten-Franziskaner Bräu   |
| Guglhupf Café                                       |                   |             |              |                            |
| Всего:                                              |                   | 4.319       | 690          |                            |

## Аттракционы

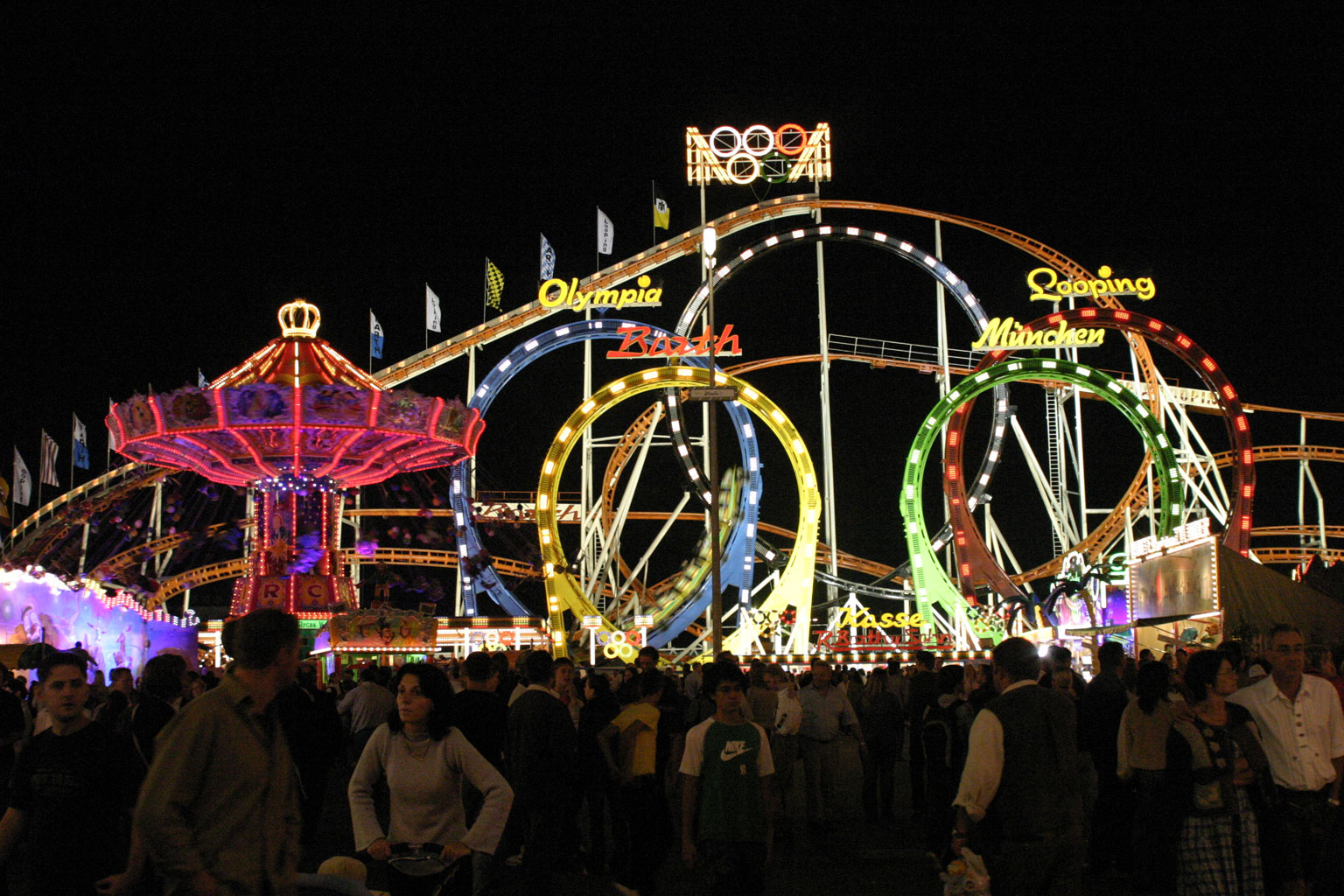
Olympia Looping ночью

На празднике имеется множество аттракционов — от традиционных каруселей, на которых можно покататься вот уже более восьмидесяти лет, до сверхсовременных конструкций вроде «американских горок». Ниже представлены некоторые из них:

### Olympia Looping
- Olympia Looping — американские горки длиной более 1 250 метров, на которых посетители пять раз за поездку переворачиваются вниз головой.
  - Максимальная перегрузка, действующая на посетителей — 5,2 g.
  - Высота конструкции — 38,5 метра.
  - Максимальная скорость — 100 км/ч.
  - Аттракцион может обслужить до 3 000 человек в час.
  - Открыт аттракцион в 1989 году[33].

### Колесо обозрения

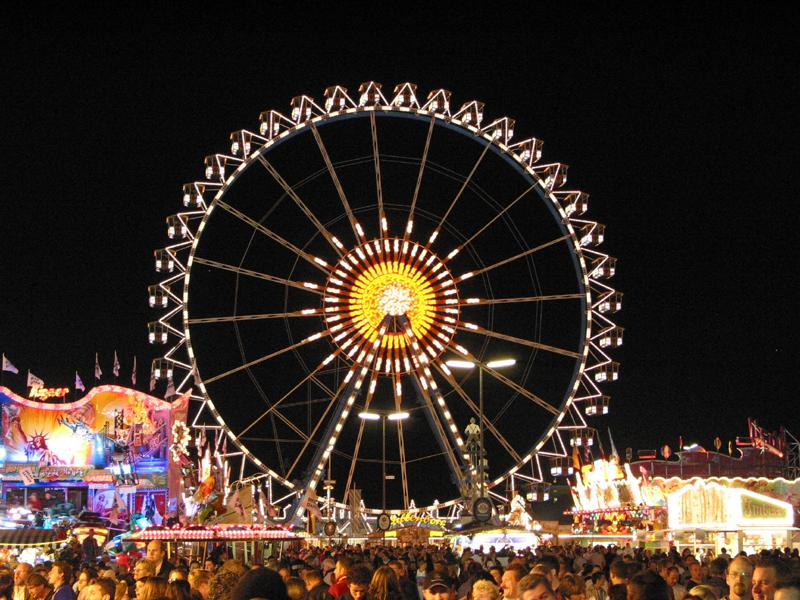
Колесо обозрения на Октоберфесте.

- Колесо обозрения появилось на Октоберфесте впервые в 1880 году и имело высоту 12 метров. С 1978 года имеет высоту 50 метров, вместимость — 192 человека и массу в 540 тонн[34]. Колесо обозрения позволяет посетителям осмотреть окрестности с достаточно большой высоты. В солнечную погоду с него можно увидеть Альпы.[34]

### Euro Star
Euro Star — американские горки, являющиеся самым большим в мире передвижным аттракционом такого рода. Длина трассы составляет 2769 метров. Действовали на Октоберфесте с 1995 по 2007 год. Проданы в Москву, где с осени 2008 года установлены в парке Горького. Аттракцион заменён на Alpina Bahn — схожий аттракцион меньшего размера той же фирмы.

### Alpina Bahn

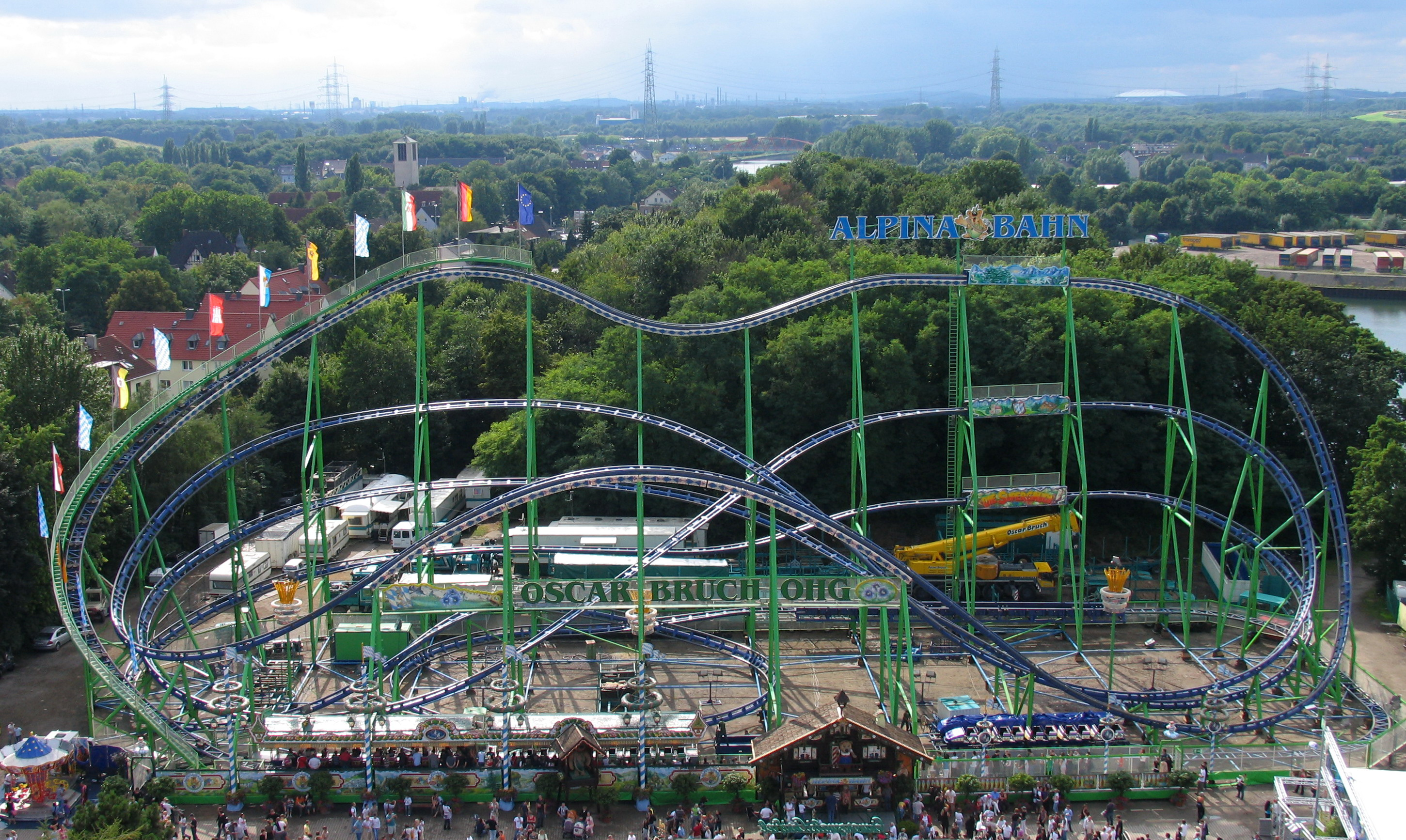
Alpina Bahn

Alpina Bahn — американские горки, заменившие на Октоберфесте проданный в Москву аттракцион Euro Star. Общая длина трассы составляет 910 м, максимальная скорость — 79,6 км/ч. На трассе одновременно может находиться до 5 поездов с 20 пассажирами. Аттракцион не имеет элементов, где пассажиры переворачиваются вниз головой и поэтому подходит для семей с детьми. Во время поездки пассажиры в течение 2 секунд испытывают состояние невесомости. Alpina Bahn является самыми большими передвижными американскими горками в мире, не имеющими элементов переворота. Аттракцион впервые был представлен публике в 1987 году под названием «Achterbahn», в 1994 году был в последний раз на Октоберфесте, после чего до 2007 года вместо него был представлен более крупный аттракцион Euro Star той же фирмы. В 1998 году был изменён дизайн и аттракцион был переименован в «Alpina Bahn».

### Power Tower II

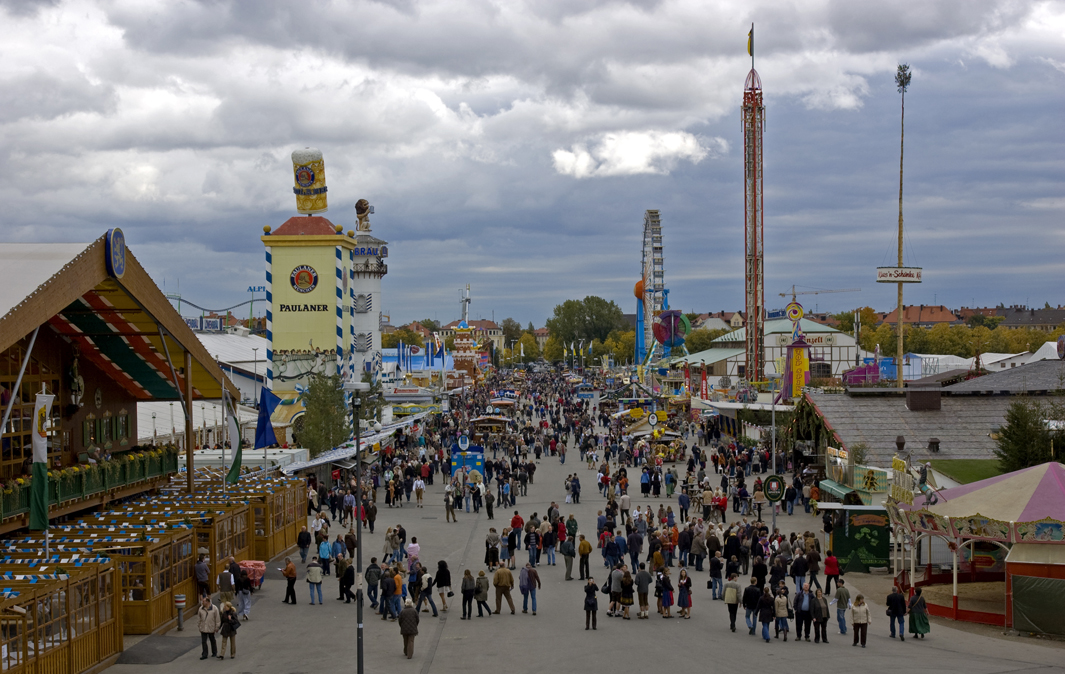
Вид на Октоберфест-2008, в центре — Power Tower II

Самая высокая в мире передвижная башня симуляции свободного падения. Высота башни составляет 66 метров, скорость падения — более 79 км/ч. В 2001 году Power Tower II заменила предыдущую аналогичную башню — 55-метровую Power Tower.

### Блошиный цирк
- Неожиданным и достаточно популярным аттракционом является блошиный цирк, присутствующий на Октоберфесте более 50 лет[39].

## Пища и напитки

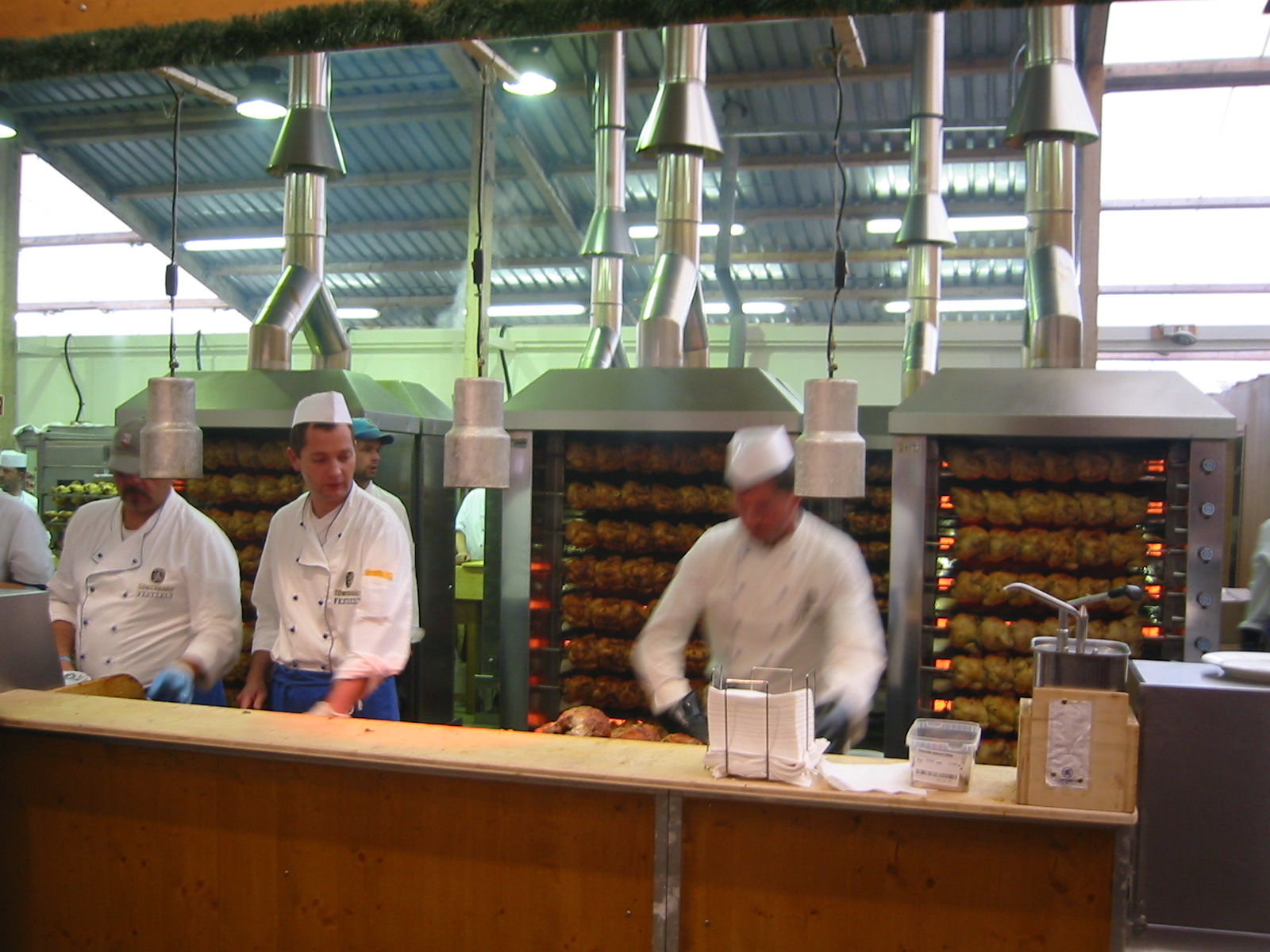
Жарка курочек

Основным напитком праздника является специально сваренное октоберфестовое пиво, которое можно приобрести лишь в это время года. Оно выдерживается дольше, чем обычное светлое пиво, имеет ярко выраженный солодовый вкус и крепость от 5,8 до 6,3 %.
Однако посетители могут попробовать и разнообразные, в том числе молодые, вина, а также крепкие алкогольные напитки, коктейли и, разумеется, безалкогольные напитки.
В качестве закуски к пиву очень популярны жареные курочки, (по-баварски «Hendl», «хэндл»). Обычно подаётся полкурицы — (нем. halbes Hendl, «хальбес хендль»), огромные кренделя (нем. Brezel, «брецель»), белая мюнхенская колбаса (нем. Weisswurst, «вайсвурст»), картофельный и капустный салаты, а также свиные окорока (нем. Schweinshaxe, «швайнсхаксе»), жареные на вертеле быки и запечённая на палочке рыба штеккерльфиш).

## Факты

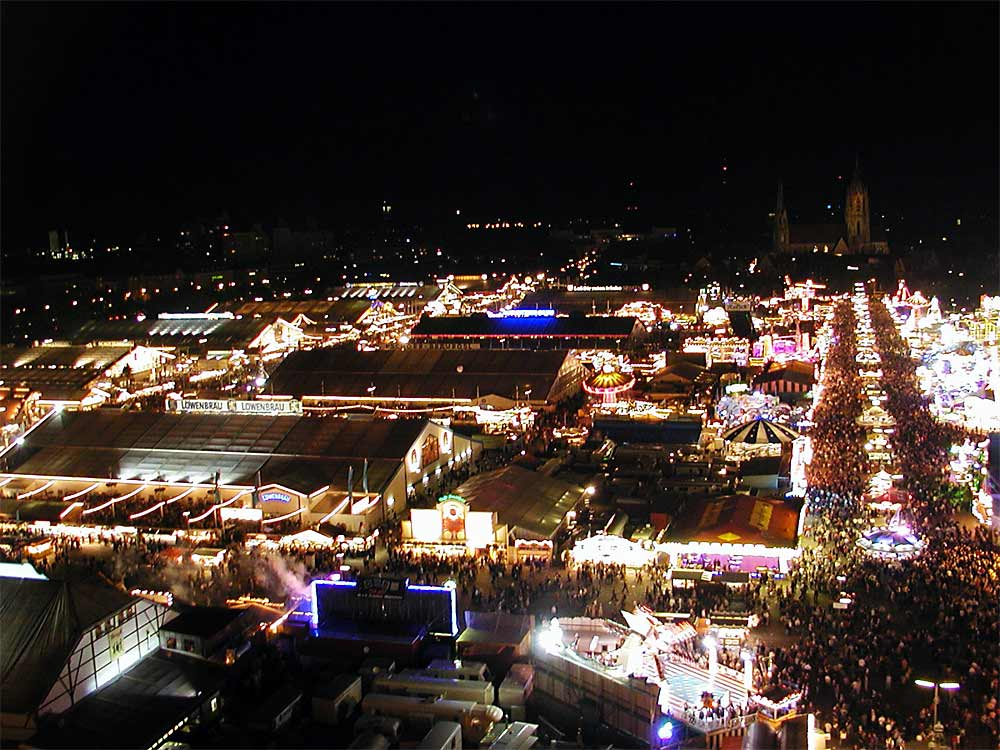
Вид на Октоберфест ночью, видны толпы посетителей, гуляющие по аллеям

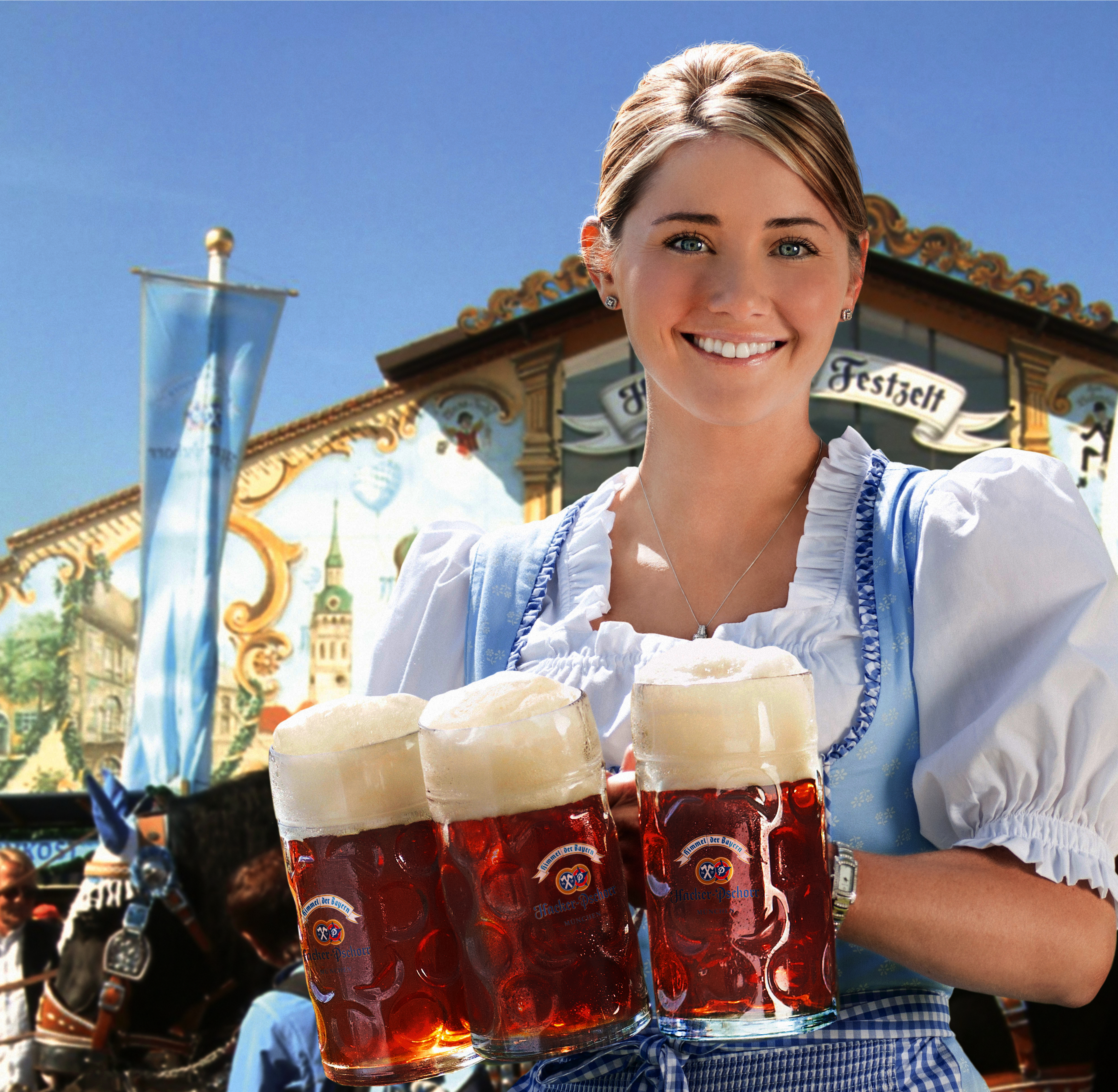
Официантка, одетая в дирндль, с тремя кружками темного пива Hacker-Pschorr на Октоберфесте 2011 года

### Размах
Октоберфест считается самым большим праздником такого рода в мире.
Каждый год его посещают около 6 млн человек. Площадь луга Терезы, где он проходит, составляет 26 гектаров. Около 70 % посетителей — жители Баварии. Очень много посетителей из Италии и других членов Евросоюза, а также из США, Японии, Австралии. В последние годы приезжают жители стран бывшего СССР.

### Время проведения и продолжительность
Праздник имеет длинную историю проведения. С 1872 года он начинается уже в сентябре. Первым днём традиционно является суббота, из-за чего продолжительность может сильно варьироваться (в среднем 16 дней). Праздник заканчивается в первое воскресенье октября. Если же оно приходится на 1 или 2 октября, то праздник продлевается до 3 октября (день объединения Германии).
Ниже представлен календарь проведения Октоберфеста с 2000 года. Каждые четыре года на лугу Терезы параллельно проводится сельскохозяйственная выставка.

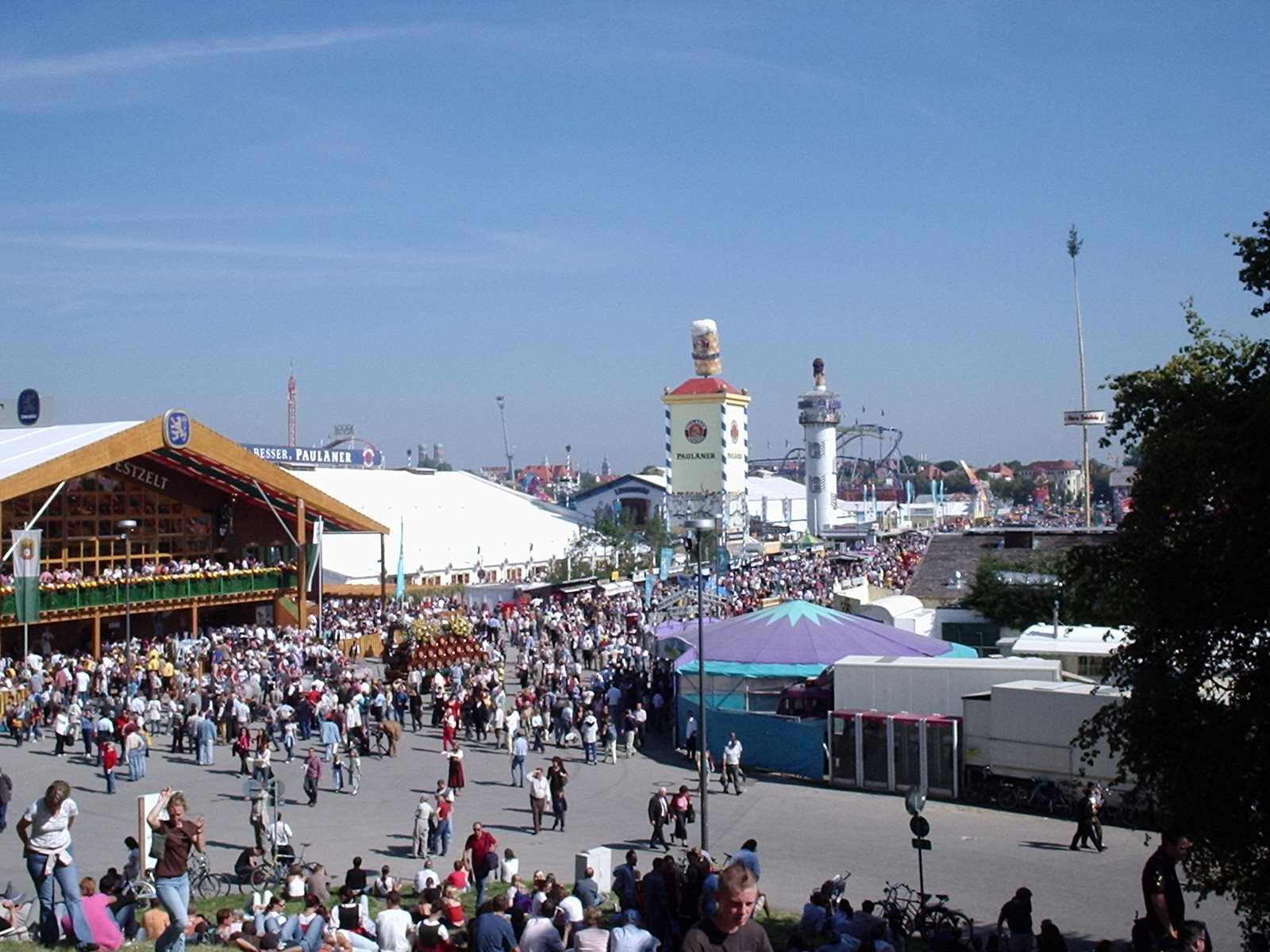
Октоберфест-2004

| Год  | Дата                    | Особенность                                                      | Посетители   |
| ---- | ----------------------- | ---------------------------------------------------------------- | ------------ |
| 2000 | 16 сентября — 3 октября | 18 дней, с.-х. выставка                                          | 6,9 миллиона |
| 2001 | 22 сентября — 7 октября |                                                                  | 5,5 миллиона |
| 2002 | 21 сентября — 6 октября |                                                                  | 5,9 миллиона |
| 2003 | 20 сентября — 5 октября |                                                                  | 6,3 миллиона |
| 2004 | 18 сентября — 3 октября | C.-х. выставка                                                   | 5,9 миллиона |
| 2005 | 17 сентября — 3 октября | 17 дней                                                          | 6,1 миллиона |
| 2006 | 16 сентября — 3 октября | 18 дней                                                          | 6,5 миллиона |
| 2007 | 22 сентября — 7 октября |                                                                  | 6,2 миллиона |
| 2008 | 20 сентября — 5 октября | C.-х. выставка                                                   | 6,0 миллиона |
| 2009 | 19 сентября — 4 октября |                                                                  | 5,7 миллиона |
| 2010 | 18 сентября — 4 октября | 200 лет Октоберфесту                                             | 6,4 миллиона |
| 2011 | 17 сентября — 3 октября | 17 дней                                                          | 6,9 миллиона |
| 2012 | 22 сентября — 7 октября | C.-х. выставка                                                   | 6,4 миллиона |
| 2013 | 21 сентября — 6 октября |                                                                  | 6,4 миллиона |
| 2014 | 20 сентября — 5 октября |                                                                  | 6,3 миллиона |
| 2015 | 19 сентября — 4 октября |                                                                  | 5,9 миллиона |
| 2016 | 17 сентября — 3 октября | 17 дней                                                          | 5,6 миллиона |
| 2017 | 16 сентября — 3 октября | 18 дней                                                          | 6,2 миллиона |
| 2018 | 22 сентября — 7 октября |                                                                  | 6,3 миллиона |
| 2019 | 21 сентября — 6 октября | 16 дней                                                          | 6,3 миллиона |
| 2020 | отменён                 | запланирован с 19 сентября по 4 октября, отменён 21 апреля 2020. | 0            |
| 2021 | отменён                 | запланирован с 18 сентября по 3 октября, отменён 3 мая 2021.     | 0            |
| 2022 | 17 сентября — 3 октября | 17 дней                                                          | 5,7 миллиона |
| 2023 | 16 сентября — 3 октября |                                                                  |              |

### Октоберфест в числах

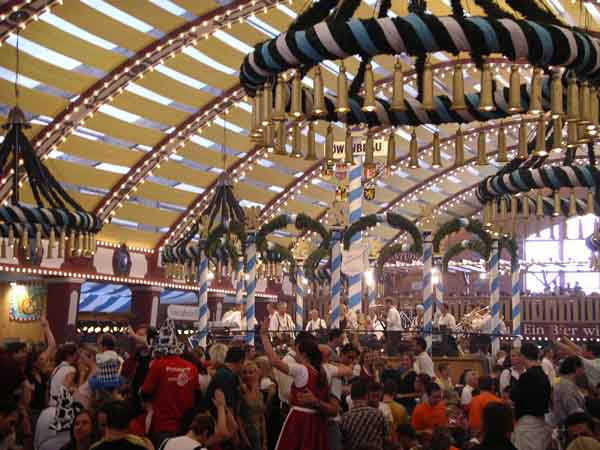
В палатке Löwenbräu

- Ежегодно Октоберфест посещают около 6 млн посетителей, которые выпивают около 6 млн литров пива и съедают 500 тыс. жареных кур[48].
- На Октоберфесте работает 12 000 человек[49].
- Праздник предлагает 100 000 сидячих мест для посетителей.[48]
- Право принимать участие в празднике имеют шесть пивоварен — Spaten (Шпа́тэн), Augustiner (Аугусти́нэр), Paulaner (Паула́нэр), Hacker-Pschorr (Хаккэр-Пшо́рр), Hofbräuhaus (Хо́фбройхауз), Löwenbräu (Лёвэнброй), которые в 2004 году продали 5,5 млн литров пива (6,1 в 2003 году).[49]
- Оборот праздника в 2006 году составил 449 млн евро[50].
- На проживание в отелях и проезд в общественном транспорте гости праздника потратили в 2006 году более 500 млн евро.[50]
- Цена литра пива, как правило, каждый год возрастает. Так, в 2007 году она составляла от 7,30 до 7,90 евро, а в 2008 году от 7,80 до 8,30 евро[51]. В 2022 году цена литра составила от 12,8 до 13,8 евро, повышение цен составило более 19%[52][53].
- В 2007 году была зарегистрирована 351 карманная кража — на 99 меньше, чем в 2006 году[54].
- Громкость музыки в палатках до 18 часов не должна превышать 85 децибел.[54]
- Для снабжения праздника электроэнергией используются 18 трансформаторов и 43 километра электрокабеля.
- Потребление энергии составляет примерно 3 млн киловатт-часов, что соответствует примерно 13 % ежедневного потребления электроэнергии Мюнхеном.
- Пивная палатка потребляет более 400 киловатт-часов, большие аттракционы — около 300.
- Для обеспечения палаток газом была проложена четырёхкилометровая сеть газовых труб.
- 200 тысяч кубометров газа потребляются кухнями и ещё 20 тысяч уходит на отопление пивных садов, расположенных на открытом воздухе[55][56].
- Объём продаваемого пива в кружке не должен отличаться от 1 литра более чем на десятую часть. За соблюдением этого правила следит специальное общество «Verein gegen betrügerisches Einschenken».[54]
- Для посетителей открыты 830 туалетов, оборудованных обычными унитазами, и уриналы, общей длиной 750 метров. Для инвалидов доступны 17 специально оборудованных туалетов.[49]

### Медицинское обслуживание
За медицинское обеспечение на празднике отвечает баварский Красный Крест. В сервисном центре им используются помещения площадью 750 м², а также два вспомогательных пункта медицинского обслуживания, расположенные в контейнерах на территории праздника. Медицинскую помощь пациентам оказывают до 100 санитаров-добровольцев и до 10 врачей. Одновременно могут быть обслужены до 5 лежачих и 12 сидячих пациентов. Есть также 3 дополнительных помещения для отдыха пациентов, которые не нуждаются в продолжении лечения в клинике, но не могут быть отпущены сразу. Эти пациенты постоянно наблюдаются врачом. Для тех, кто выпил чрезмерное количество алкоголя, есть специальное помещение с 15 койками, где такие пациенты приходят в себя. В жаркие дни устанавливаются дополнительные койки. Для оказания немедленной медицинской помощи в сервисном центре имеется даже небольшая операционная.
За время Октоберфеста в 2006 году Красный Крест оказал медицинскую помощь 3 505 пациентам, ещё 5 903 посетителям была оказана лёгкая помощь (вроде предоставления таблеток от головной боли или пластыря). 794 пациента было доставлено в клиники. 570 так называемых «пивных трупов» (нем. Bierleichen) было приведено в себя.

### Безопасность на Октоберфесте

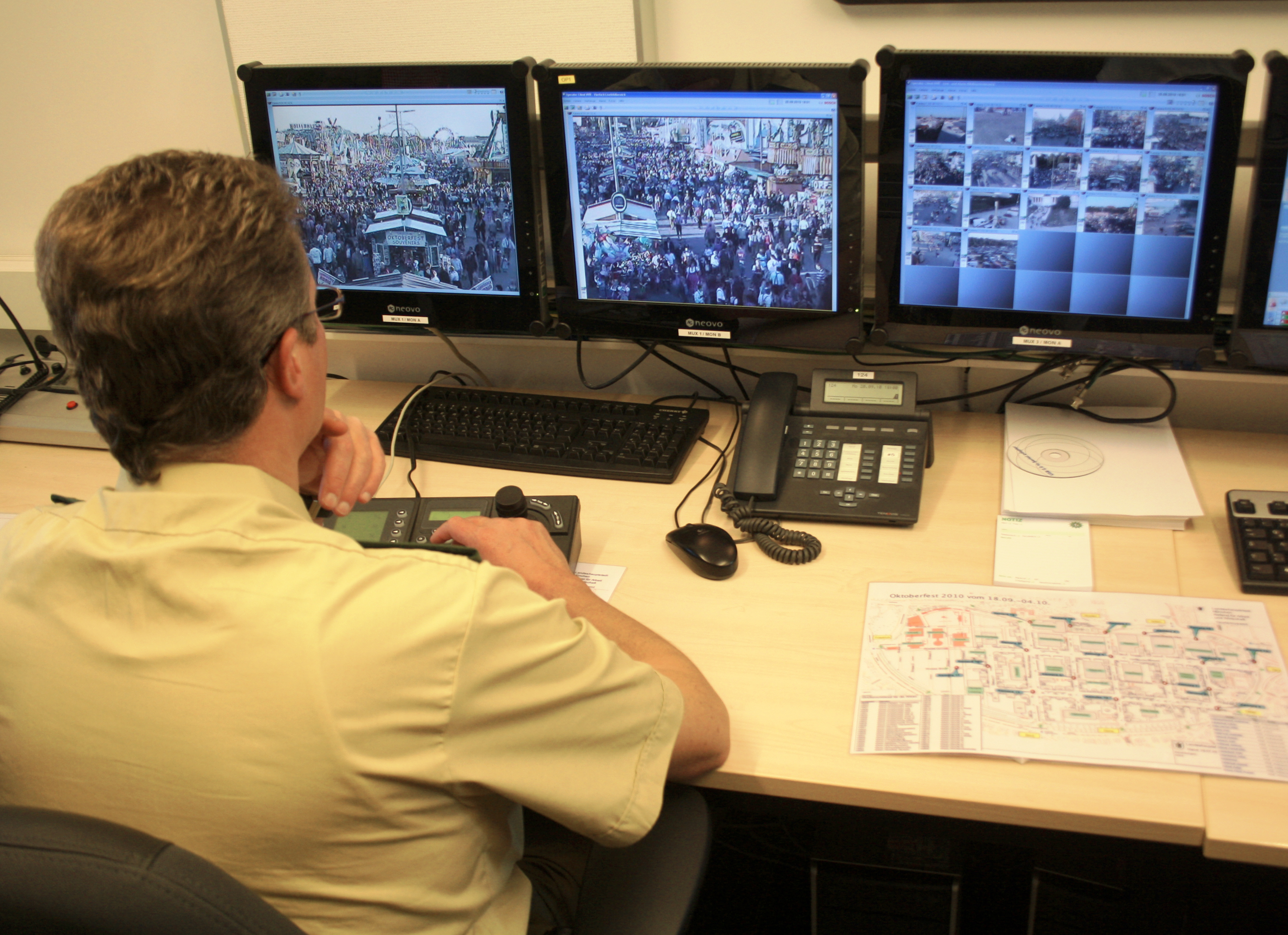

За безопасность на Октоберфесте отвечает баварская полиция, поддерживающая в сервисном центре специальное полицейское отделение, в котором работают до 300 полицейских. На территории праздника установлено 15 камер видеонаблюдения, при помощи которых служба безопасности отслеживает возможные правонарушения. В 2008 году зарегистрировано 1405 правонарушений, полицейские 1975 раз реагировали на вызовы или вмешивались в происходящее.
Во время так называемых итальянских выходных (нем. Italienerwochenende) баварскую полицию поддерживают их коллеги из Южного Тироля, говорящие как по-итальянски, так и по-немецки. В их задачи входит успокоение нетрезвых итальянских посетителей праздника, которые часто реагируют адекватнее на призывы к спокойствию и разъяснения на родном языке. Однако прав применять силу у итальянских полицейских нет. В случае необходимости они вызывают баварских коллег.

### Октоберфест для семей

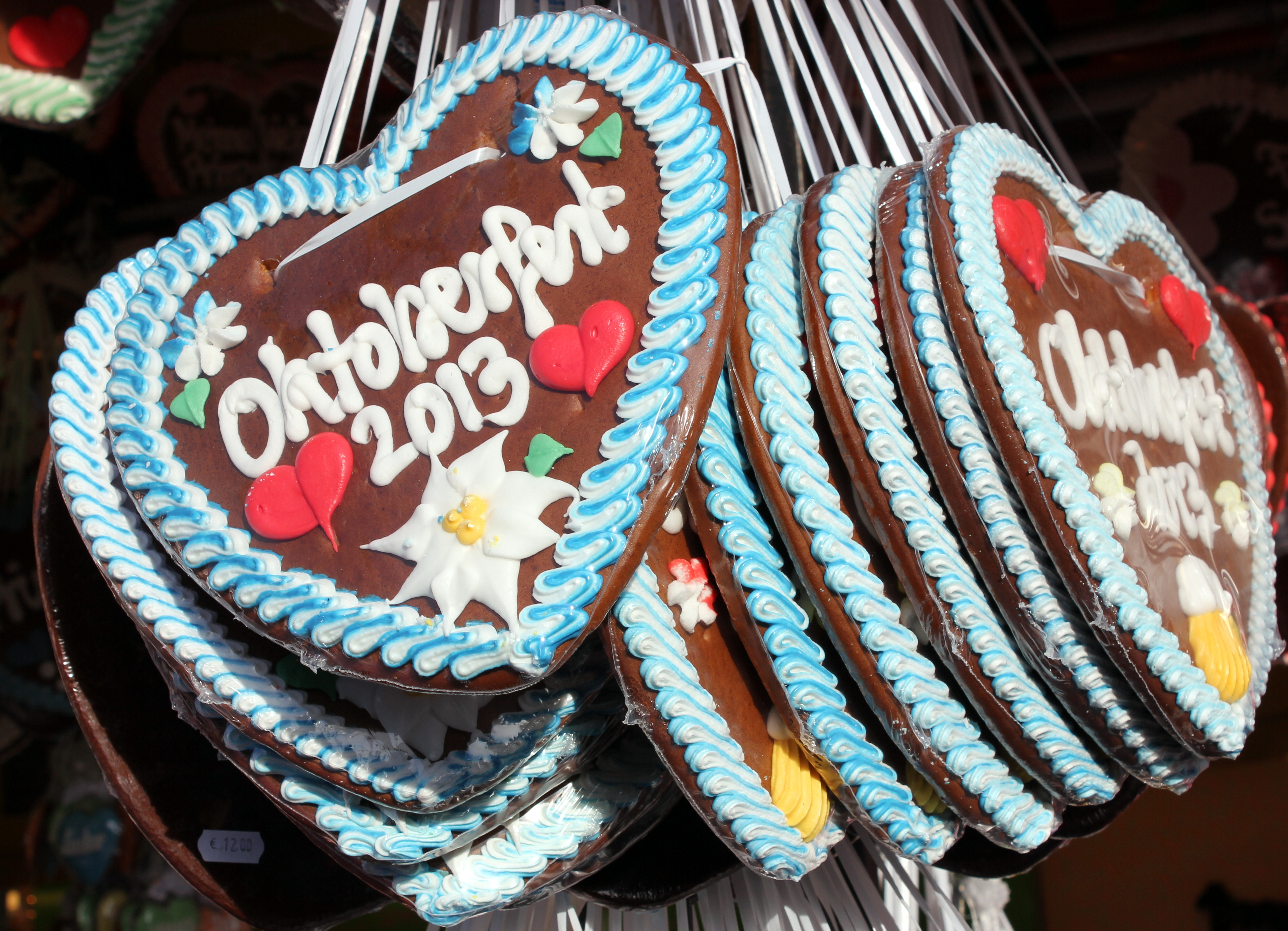
Имбирные пряники

- Каждый вторник до 18 часов проводится так называемый Семейный день (нем. Familientag) со сниженными ценами на аттракционы, еду и т. п.[51]
- Дети до 6 лет могут находиться в пивных палатках лишь до 20:00[61].
- После 20:00 дети от 6 до 16 лет могут находиться на территории Октоберфеста лишь в сопровождении взрослых[62].
- Детские коляски разрешены на празднике до 18:00, в субботу проход с ними запрещён полностью.[61]
- Для семей с детьми существует так называемая семейная площадь (нем. Familienplatz), где есть аттракционы для самых маленьких детей, катание на пони, еда и напитки, соответствующие детским потребностям, столы и скамейки для отдыха детей и родителей.[61]
- Открыты также специальная парковка для детских колясок и помещение для пеленания младенцев.[61]
- Более пятидесяти лет на Октоберфесте баварским Красным Крестом организуется пункт по сбору потерявшихся детей. За детьми, ожидающими родителей, присматривают несколько социальных работниц, которым помогают члены молодёжного Красного Креста. Для детей есть большое количество игрушек; также есть возможность для пеленания детей, микроволновая печь для разогревания детского питания и удобные кресла[63].

### Курение на Октоберфесте
В соответствии с баварским законом о защите некурящих, начиная с 2009 года курение в пивных палатках должно быть запрещено, а для курящих должны быть предоставлены специальные места для курения. Уже в 2008 году, когда для Октоберфеста было сделано исключение из этого закона, хозяин палатки «Kalbs-Kuchl» запретил курение у себя в заведении.

### Погода во время Октоберфеста
В 1872 году Октоберфест был перенесён с середины октября на более ранний срок: конец сентября — начало октября. На этот период в центральной Европе приходится бабье лето — более тёплое и солнечное время, благоприятное для посетителей праздника. Средняя максимальная дневная температура в сентябре составляет 19 °C. В некоторые годы температура воздуха может достигать летних значений (например, в 2003 году, в начале Октоберфеста, максимальная дневная температура была около 30 °C). В другие годы наблюдалась относительно холодная погода, при которой становится некомфортным пребывание вне помещений — палаток. Так, в 2004 году погода в период проведения праздника была дождливой и холодной, что сократило поток посетителей на 400 000 человек, а количество выпитого пива — на 10 %, а в 2008 году температура не превышала 16—17 °C, было сыро и пасмурно, местами моросил дождь. По мнению главы оргкомитета праздника Габриэле Вайсхойптль, это был самый холодный на её памяти Октоберфест.

### Проблемы

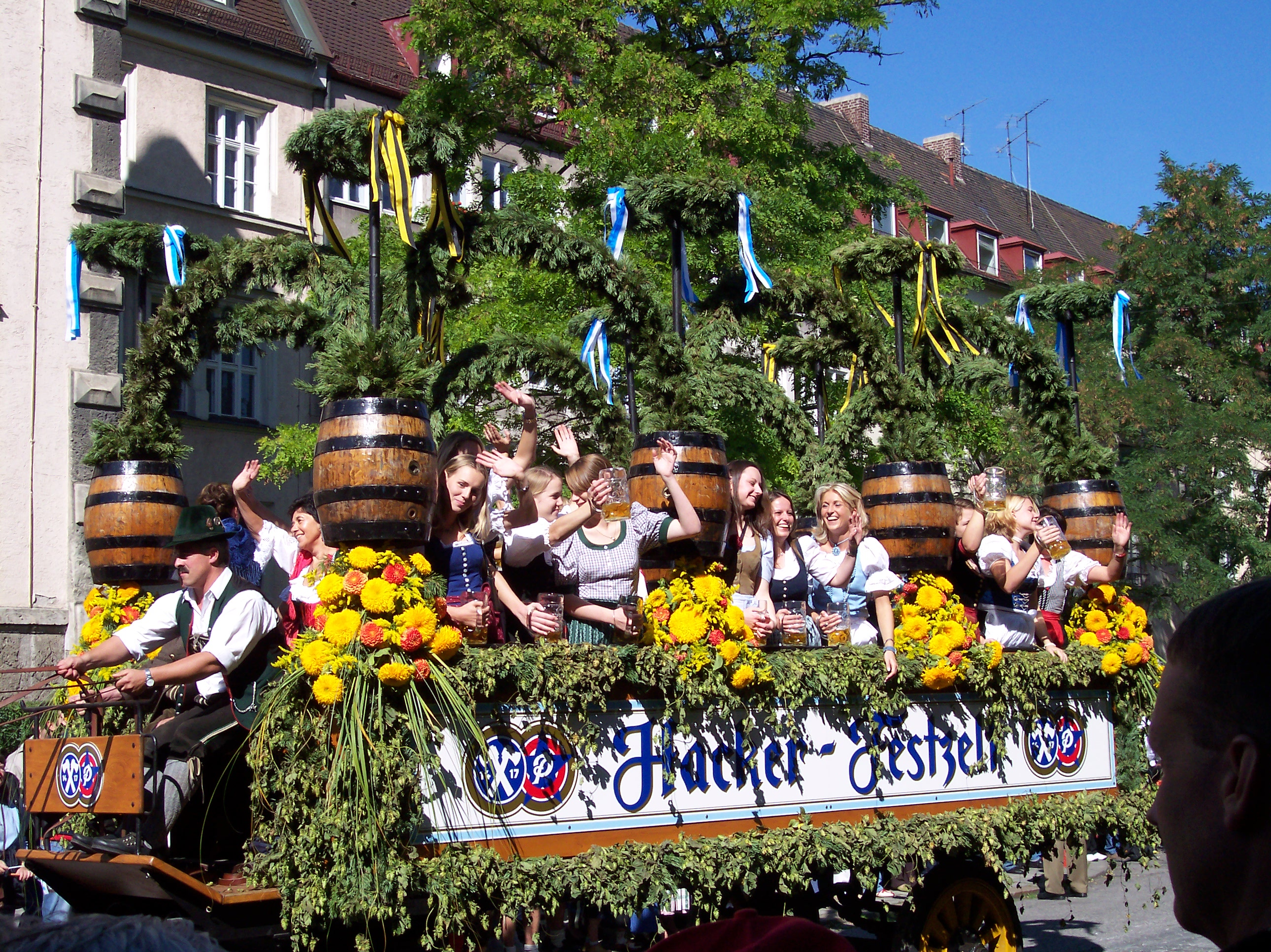
Люди на Октоберфесте

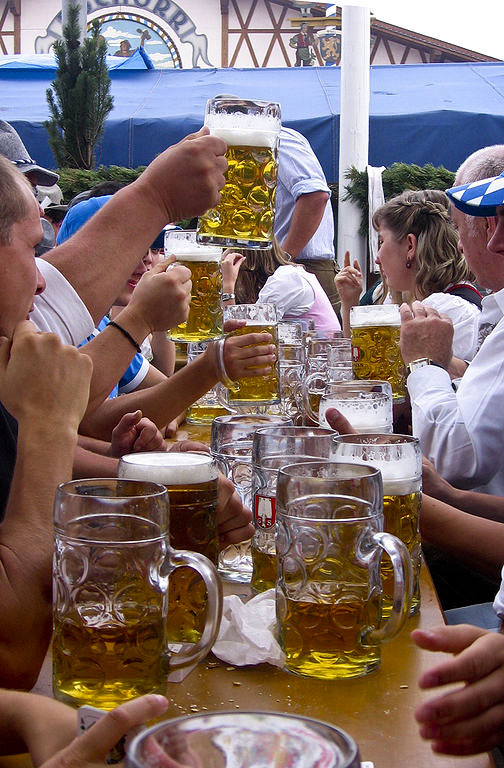
Кружки с пивом на Октоберфесте

Одной из проблем современного Октоберфеста является избыточное употребление алкоголя, в частности, принесённого на праздник его посетителями. Особенно сильно эта проблема затрагивает молодёжь, которая часто не готова покупать достаточно дорогое пиво и предпочитает принести недорогие и крепкие алкогольные напитки с собой. Результатом избыточного употребления алкоголя становятся так называемые «пивные трупы». Их собирают в палатку Красного Креста и там приводят в себя.

#### Кража пивных кружек
В последние годы кража пивных кружек, являющаяся уголовно наказуемым преступлением, приобрела такие размеры, что её уже можно назвать популярнейшим видом спорта на Октоберфесте. По этой причине работники службы безопасности могут проверить любых подозрительных посетителей, не вынесли ли они кружки из палаток. В 2004 году таким образом было предотвращено 210 000 краж кружек.
Впрочем, кружки можно купить в сувенирных лавках, что и рекомендуется делать туристам.

## Транспорт

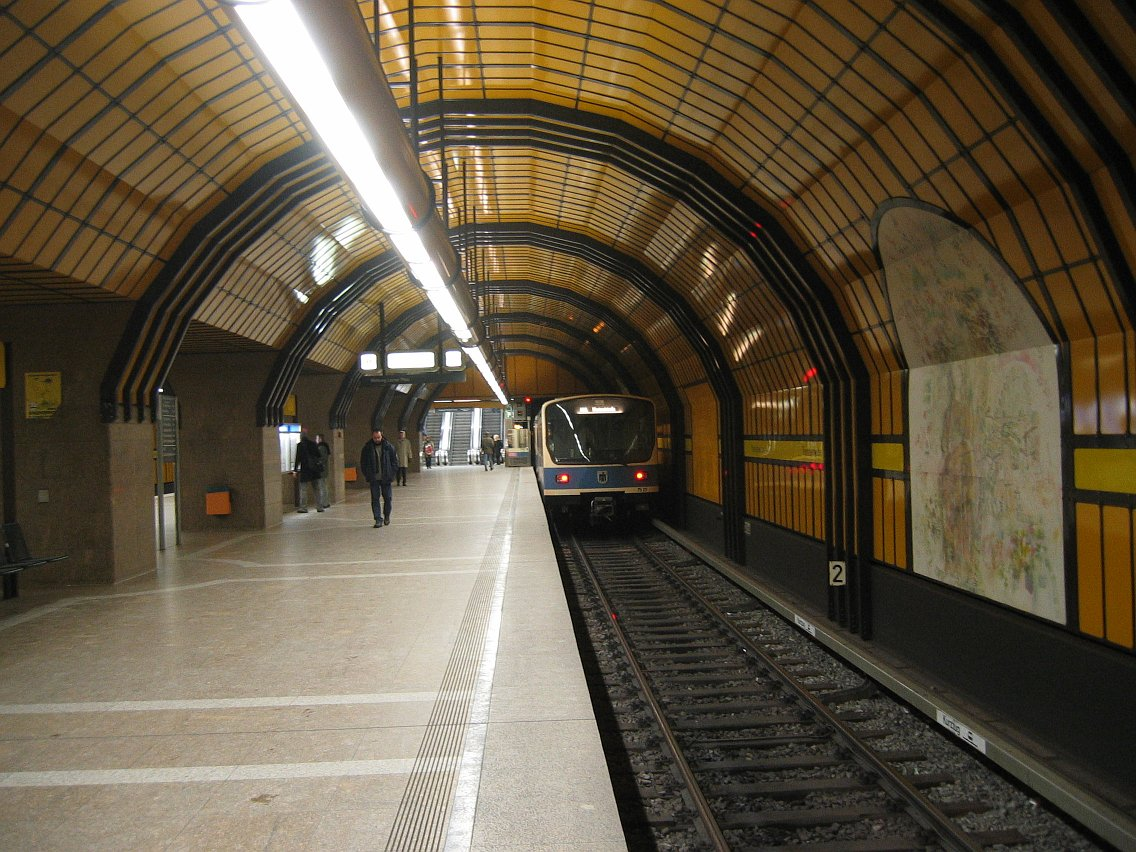
Станция метро Theresienwiese

На Октоберфест лучше всего приезжать общественным транспортом. Главная причина — практически полное отсутствие места для парковки. Благодаря хорошо развитому мюнхенскому метро до луга Терезы можно добраться сразу от нескольких станций.
Самая близкая (непосредственно выходящая на праздник) станция Theresienwiese линии U4 и U5 в часы пик может оказаться безнадёжно переполненной. Также возможно попасть на Октоберфест от станций Götheplatz или Poccistrasse линии U3 и U6. От главного вокзала до луга можно дойти пешком (около 12 минут) или доехать на любой городской электричке до станции Hackerbrücke и оттуда пешком (примерно 10 минут).

## Подобные праздники

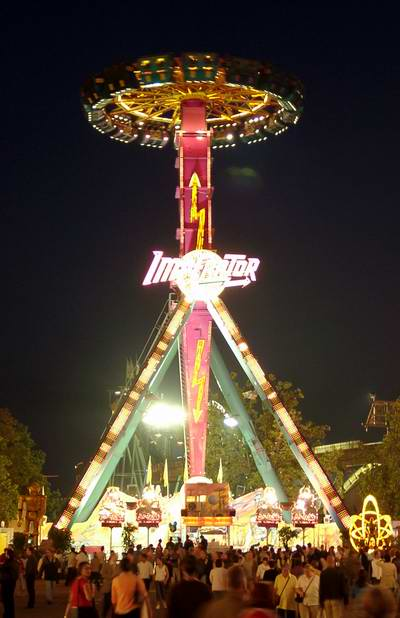
Аттракцион «Император» на Штутгартском фольксфесте

Октоберфест широко известен во всем мире, и многие ошибочно полагают, что именно Октоберфест положил начало подобным праздникам. На самом деле Мюнхенский Октоберфест является сравнительно молодым праздником такого рода, а традициям народных гуляний больше тысячи лет. Фольксфесты издавна проходят во всех крупных, а также и в очень многих небольших городах Германии. Самым старым из регулярно проводимых поныне народных гуляний является фест Либори в городе Падерборн. Упоминание о Либори впервые встречается в письменных источниках 836 года. Другие с давних времён известные народные гуляния: Луллусфест в городе Бад-Херсфельд (852 год), Хюстенер Кирмес в городе Арнсберг-Хюстен (ок. 900 года), Тальмаркт в городе Бад-Вимпфен (965 год), Домвай в городе Ферден (985 год).
- Основным конкурентом Октоберфеста является штутгартский «Каннштаттер Фольксфест» (нем. Cannstatter Volksfest — Штутгартские народные гуляния), проводящийся примерно в то же время и привлекающий около 4,5 млн человек. Он считается[79] вторым в мире по размаху праздником такого рода.
- Другие крупные праздники такого рода: Крангер Кирмес в городе Херне и Бремер Фраймаркт в Бремене (оба — по 4,4 млн посетителей), Грёсте Кирмес ам Райн в Дюссельдорфе (4,3 млн посетителей).
- В городе Китченер канадской провинции Онтарио также проводится праздник под названием «Октоберфест». Он является первым за пределами Германии по размаху праздником с таким названием и привлекает 800 000 посетителей[80][81].

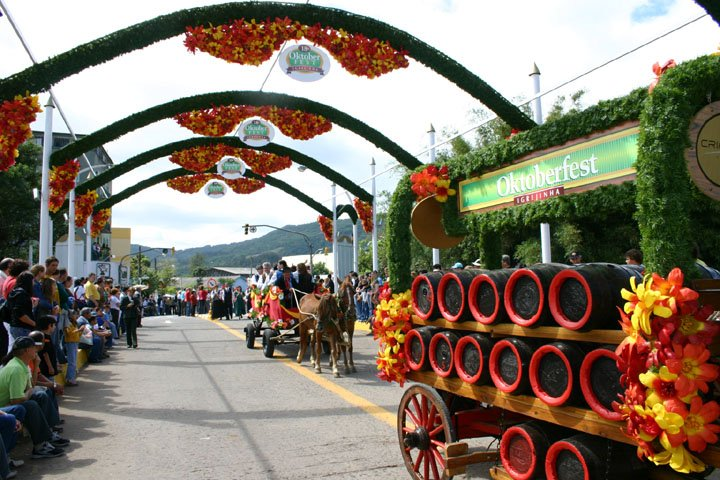
Октоберфест в бразильском муниципалитете Игрежинья, 20 октября 2005 г.

- В Бразилии в городе Блюменау (штат Санта-Катарина) проходит Октоберфест, который ежегодно посещают около 650 000 человек[82][83].
- В США Октоберфесты проводятся во многих городах. Например, в Цинциннати с 500 000 посетителей или в Талсе c 200 000 посетителей[84].
- В Москве также проводятся свои Октоберфесты, проходящие в различных ресторанах. С 1999 года проводится Paulaner Oktoberfest, который в 2008 году продолжался с 13 сентября до 5 октября и был организован ГК «Русская традиция»,[85] или Октоберфест, организуемый «Германикой» совместно с сетью ресторанов «РНП Групп», прошедший с 20 сентября по 5 октября 2008 года[86]. Кроме того, в начале 2000-х в Лужниках проводились фестивали пива. В 2015 году Российско-Германская внешнеторговая палата совместно с Посольством Федеративной Республики Германия в Москве впервые организуют Октоберфест на территории посольства, доступный широкой публике[87]. Октоберфест на территории Посольства Германии в Москве стал доброй традицией. В 2017 году он пройдёт с 14го по 16ое сентября уже в третий раз.[88]
- В Киеве на стадионе «Спартак», начиная с 2003 года, также проводился свой Октоберфест. Праздник проходил в двух больших шатрах с участием немецкого духового оркестра. На открытие приглашались представители немецкого посольства[89][90]. С 2009 года эта традиция утрачена, планировалось проведение фестиваля с 8 по 10 октября 2010 года[91].
- В MMO-игре World of Warcraft в течение двух недель, начиная с последних чисел сентября, проходит праздник Brewfest, основой для которого послужил Октоберфест. На протяжении всего времени празднования проходит множество конкурсов, героям предлагают выполнить задания и, главное, отведать различные сорта пива, произведённого самыми умелыми пивоварами Азерота. И конечно, можно стать членом клуба «Пиво месяца» и всегда иметь возможность приобрести самое лучшее и свежее пиво[92].